# Rechtliche Situation für gleichgeschlechtliche Paare

Rechtliche Situation für gleichgeschlechtliche Paare
Homosexualität legal
Gleichgeschlechtliche Ehen
Andere Formen gleichgeschlechtlicher Partnerschaften
Anerkennung (im In- oder Ausland geschlossener) gleichgeschlechtlicher Ehen
Bedingte Anerkennung gleichgeschlechtlicher Partnerschaften auf Bundes- jedoch nicht Landesebene
Keine Anerkennung gleichgeschlechtlicher Partnerschaften
Einschränkung der MeinungsfreiheitHomosexualität illegal
De jure unter Strafe, de facto keine Strafverfolgung
Empfindliche Strafen
(Lebenslängliche) Haft
Todesstrafe

Zwei Menschen, die das gleiche Geschlecht haben, können in verschiedenen Ländern die Ehe schließen. In anderen Ländern bestehen andere Rechtsinstitute zur Anerkennung dieser Paare, insbesondere in der Form der eingetragenen Partnerschaft. Weitere Länder erkennen demgegenüber gleichgeschlechtliche Paare nicht an oder stellen Homosexualität unter Strafe.

## Formen der gesetzlichen gleichgeschlechtlichen Partnerschaft
Gleichgeschlechtliche Ehen sind gegenwärtig auf nationaler Ebene in 39 Staaten legal; in chronologischer Reihenfolge sind dies: die Niederlande, Belgien, Spanien, Südafrika, Kanada, Norwegen, Schweden, Portugal, Island, Argentinien, Brasilien, Dänemark, Ecuador, Frankreich, Uruguay, Neuseeland, Luxemburg, Finnland, Irland, die Vereinigten Staaten von Amerika, Kolumbien, Deutschland (seit 1. Oktober 2017), Malta, Australien, Österreich, Taiwan , Costa Rica, Chile, Schweiz, Slowenien, Kuba, Mexiko, Andorra (ab Februar 2023), Nepal, Estland (ab Januar 2024), Griechenland, Liechtenstein (Januar 2025) und Thailand (Januar 2025). Innerhalb des Vereinigten Königreichs ist die gleichgeschlechtliche Ehe in allen Landesteilen in England, Schottland, Wales und Nordirland möglich. Außerdem haben alle Kronbesitzungen (Insel Man und alle Kanalinseln) und die britischen Überseegebiete der Pitcairninseln, die Falklandinseln, Gibraltar und – durch Gerichtsbeschluss – der Bermudas, das US-amerikanische Außenterritorium Guam und die zu Dänemark gehörende autonome Insel Grönland die Ehe geöffnet.
Viele andere Staaten und Regionen haben gleichgeschlechtlichen Paaren eingetragene Partnerschaften als andere Form der Anerkennung zur Verfügung gestellt. Davon zu unterscheiden sind die unregistrierten Partnerschaften, wie sie beispielsweise in Israel gesetzlich geregelt sind: Hier werden den Partnern gegenüber Einzelpersonen erweiterte Rechte, wie beispielsweise beim Unterhalts- oder Erbrecht, eingeräumt; da aber keine Registrierung erfolgt, muss ein Gericht unter Umständen ein eheähnliches Verhältnis der Partner feststellen.

## Bemühungen zur Legalisierung oder zur rechtlichen Ausweitung von gleichgeschlechtlichen Partnerschaften und Ehen
Weltweit stellt die gleichgeschlechtliche Ehe seit Jahren ein sehr umstrittenes Thema dar, und einige Staaten haben deshalb im Vorgriff Anfang der 1990er Jahre Verfassungsänderungen durchgeführt, um gleichgeschlechtliche Ehen verbieten zu können.
Wegen der Konfliktträchtigkeit des Themas bevorzugen viele Regierungen eingetragene Partnerschaften zur gesetzlichen Regelung. Gegenwärtig sind in mehreren Staaten teils kontrovers diskutierte Gesetzentwürfe zur Einführung von gleichgeschlechtlichen Ehen vorgeschlagen geworden.
Im Juni 1989 wurden erstmals eingetragene Partnerschaften erfolgreich in Dänemark eingeführt. Vor diesem Zeitpunkt hatten viele Staaten bereits unregistrierte Partnerschaften zur Verfügung gestellt. Seit der Zulassung einer eingetragenen Partnerschaft in Dänemark erließen zahlreiche (vor allem europäische) Staaten Gesetze, die bestimmte Formen von Partnerschaften anerkannten. Das erste Land, das die gleichgeschlechtliche Ehe verabschiedete, waren die Niederlande im Dezember 2000.
Zahlreiche Gesetzesvorschläge werden gegenwärtig in Parlamentsberatungen debattiert. Einen Überblick über die Legalisierungsprozesse in den einzelnen Ländern bieten die folgenden Tabellen:
| Staat                                   | Datum          | Art von Partnerschaft                                                               | Obere Kammer                                                                                | Obere Kammer                         | Untere Kammer                                                                               | Untere Kammer                                                                               | Staatsoberhaupt                              | Ergebnis                |
| Staat                                   | Datum          | Art von Partnerschaft                                                               | Ja                                                                                          | Nein                                 | Ja                                                                                          | Nein                                                                                        | Staatsoberhaupt                              | Ergebnis                |
| --------------------------------------- | -------------- | ----------------------------------------------------------------------------------- | ------------------------------------------------------------------------------------------- | ------------------------------------ | ------------------------------------------------------------------------------------------- | ------------------------------------------------------------------------------------------- | -------------------------------------------- | ----------------------- |
| Niederlande                             | Juni 1979      | Unregistrierte Partnerschaften                                                      | genehmigt                                                                                   | genehmigt                            | genehmigt                                                                                   | genehmigt                                                                                   | unterzeichnet                                | Ja                      |
| Niederlande                             | Dezember 1980  | Unregistrierte Partnerschaften (Ausweitung)                                         | genehmigt                                                                                   | genehmigt                            | genehmigt                                                                                   | genehmigt                                                                                   | unterzeichnet                                | Ja                      |
| Niederlande                             | November 1984  | Unregistrierte Partnerschaften (Ausweitung)                                         | genehmigt                                                                                   | genehmigt                            | genehmigt                                                                                   | genehmigt                                                                                   | unterzeichnet                                | Ja                      |
| Dänemark                                | Juni 1986      | Unregistrierte Partnerschaften                                                      | n/a                                                                                         | n/a                                  | genehmigt                                                                                   | genehmigt                                                                                   | unterzeichnet                                | Ja                      |
| Schweden                                | Januar 1988    | Unregistrierte Partnerschaften                                                      | n/a                                                                                         | n/a                                  | genehmigt                                                                                   | genehmigt                                                                                   | unterzeichnet                                | Ja                      |
| Norwegen                                | Januar 1989    | Unregistrierte Partnerschaften                                                      | n/a                                                                                         | n/a                                  | genehmigt                                                                                   | genehmigt                                                                                   | unterzeichnet                                | Ja                      |
| Dänemark                                | Juni 1989      | Eingetragene Partnerschaften                                                        | n/a                                                                                         | n/a                                  | genehmigt                                                                                   | genehmigt                                                                                   | unterzeichnet                                | Ja                      |
| Norwegen                                | April 1993     | Eingetragene Partnerschaften                                                        | 18                                                                                          | 16                                   | 58                                                                                          | 40                                                                                          | unterzeichnet                                | Ja                      |
| Schweden                                | Juni 1994      | Eingetragene Partnerschaften                                                        | n/a                                                                                         | n/a                                  | 171                                                                                         | 141                                                                                         | unterzeichnet                                | Ja                      |
| Spanien                                 | November 1994  | Unregistrierte Partnerschaften                                                      | genehmigt                                                                                   | genehmigt                            | genehmigt                                                                                   | genehmigt                                                                                   | unterzeichnet                                | Ja                      |
| Kanada                                  | Mai 1995       | Ehe                                                                                 | -                                                                                           | -                                    | 52                                                                                          | 124                                                                                         | -                                            | Nein                    |
| Ungarn                                  | Mai 1996       | Unregistrierte Partnerschaften                                                      | n/a                                                                                         | n/a                                  | 207                                                                                         | 73                                                                                          | unterzeichnet                                | Ja                      |
| Island                                  | Juni 1996      | Eingetragene Partnerschaften                                                        | n/a                                                                                         | n/a                                  | genehmigt                                                                                   | genehmigt                                                                                   | unterzeichnet                                | Ja                      |
| Niederlande                             | Juli 1997      | Eingetragene Partnerschaften                                                        | genehmigt                                                                                   | genehmigt                            | genehmigt                                                                                   | genehmigt                                                                                   | unterzeichnet                                | Ja                      |
| Slowakei                                | Mai 1997       | Eingetragene Partnerschaften                                                        | gescheitert                                                                                 | gescheitert                          | -                                                                                           | -                                                                                           | -                                            | Nein                    |
| Andorra                                 | Dezember 1997  | Zivilunion                                                                          | n/a                                                                                         | n/a                                  | 11                                                                                          | 17                                                                                          | -                                            | Nein                    |
| Tschechien                              | Juni 1998      | Eingetragene Partnerschaften                                                        | -                                                                                           | -                                    | gescheitert                                                                                 | gescheitert                                                                                 | -                                            | Nein                    |
| Frankreich                              | Oktober 1998   | Pacte civil de solidarité                                                           | -                                                                                           | -                                    | gescheitert                                                                                 | gescheitert                                                                                 | -                                            | Nein                    |
| Belgien                                 | November 1998  | Unregistrierte Partnerschaften                                                      | genehmigt                                                                                   | genehmigt                            | genehmigt                                                                                   | genehmigt                                                                                   | unterzeichnet                                | Ja                      |
| Belgien                                 | Januar 1999    | Eingetragene Partnerschaften                                                        | genehmigt                                                                                   | genehmigt                            | genehmigt                                                                                   | genehmigt                                                                                   | unterzeichnet                                | Ja                      |
| Schweden                                | März 1999      | Eingetragene Partnerschaften (Ausweitung)                                           | n/a                                                                                         | n/a                                  | genehmigt                                                                                   | genehmigt                                                                                   | unterzeichnet                                | Ja                      |
| Dänemark                                | Juni 1999      | Eingetragene Partnerschaften (Ausweitung)                                           | n/a                                                                                         | n/a                                  | 61                                                                                          | 48                                                                                          | unterzeichnet                                | Ja                      |
| Frankreich                              | November 1999  | Pacte civil de solidarité                                                           | genehmigt                                                                                   | genehmigt                            | 315                                                                                         | 249                                                                                         | unterzeichnet                                | Ja                      |
| Tschechien                              | Dezember 1999  | Eingetragene Partnerschaften                                                        | -                                                                                           | -                                    | 69                                                                                          | 91                                                                                          | -                                            | Nein                    |
| Südafrika                               | 1999           | Unregistrierte Partnerschaften                                                      | genehmigt                                                                                   | genehmigt                            | genehmigt                                                                                   | genehmigt                                                                                   | unterzeichnet                                | Ja                      |
| Slowakei                                | 2000           | Eingetragene Partnerschaften                                                        | gescheitert                                                                                 | gescheitert                          | -                                                                                           | -                                                                                           | -                                            | Nein                    |
| Kanada                                  | April 2000     | Lebenspartnerschaft                                                                 | genehmigt                                                                                   | genehmigt                            | 174                                                                                         | 72                                                                                          | unterzeichnet                                | Ja                      |
| Island                                  | Mai 2000       | Eingetragene Partnerschaften (Ausweitung:Adoptionsrecht)                            | genehmigt                                                                                   | genehmigt                            | 49                                                                                          | 1                                                                                           | unterzeichnet                                | Ja                      |
| Neuseeland                              | 2000           | Unregistrierte Partnerschaften                                                      | n/a                                                                                         | n/a                                  | 70                                                                                          | 44                                                                                          | unterzeichnet                                | Ja                      |
| Deutschland                             | November 2000  | Eingetragene Lebenspartnerschaft                                                    | genehmigt                                                                                   | genehmigt                            | genehmigt                                                                                   | genehmigt                                                                                   | unterzeichnet                                | Ja                      |
| Niederlande                             | Dezember 2000  | Ehe                                                                                 | 75                                                                                          | 26                                   | 109                                                                                         | 33                                                                                          | unterzeichnet                                | Ja                      |
| Kanada                                  | 2000           | Unregistrierte Partnerschaften                                                      | genehmigt                                                                                   | genehmigt                            | genehmigt                                                                                   | genehmigt                                                                                   | unterzeichnet                                | Ja                      |
| Portugal                                | März 2001      | Unregistrierte Partnerschaften                                                      | n/a                                                                                         | n/a                                  | genehmigt                                                                                   | genehmigt                                                                                   | unterzeichnet                                | Ja                      |
| Finnland                                | September 2001 | Eingetragene Partnerschaften                                                        | n/a                                                                                         | n/a                                  | genehmigt                                                                                   | genehmigt                                                                                   | unterzeichnet                                | Ja                      |
| Tschechien                              | Oktober 2001   | Eingetragene Partnerschaften                                                        | -                                                                                           | -                                    | gescheitert                                                                                 | gescheitert                                                                                 | -                                            | Nein                    |
| Tschechien                              | 2002           | Unregistrierte Partnerschaften                                                      | genehmigt                                                                                   | genehmigt                            | genehmigt                                                                                   | genehmigt                                                                                   | unterzeichnet                                | Ja                      |
| Schweden                                | Juni 2002      | Eingetragene Partnerschaften (Ausweitung)                                           | n/a                                                                                         | n/a                                  | genehmigt                                                                                   | genehmigt                                                                                   | unterzeichnet                                | Ja                      |
| Italien                                 | Oktober 2002   | Eingetragene Partnerschaften                                                        | 161                                                                                         | 154                                  | gescheitert                                                                                 | gescheitert                                                                                 | -                                            | Nein                    |
| Vereinigtes Königreich                  | Januar 2003    | Unregistrierte Partnerschaften                                                      | genehmigt                                                                                   | genehmigt                            | genehmigt                                                                                   | genehmigt                                                                                   | unterzeichnet                                | Ja                      |
| Belgien                                 | Februar 2003   | Ehe                                                                                 | 46                                                                                          | 15                                   | 91                                                                                          | 22                                                                                          | unterzeichnet                                | Ja                      |
| Dänemark                                | Mai 2003       | Eingetragene Partnerschaften (Ausweitung)                                           | -                                                                                           | -                                    | 49                                                                                          | 60                                                                                          | -                                            | Nein                    |
| Dänemark                                | Mai 2003       | Eingetragene Partnerschaften (Ausweitung)                                           | -                                                                                           | -                                    | 45                                                                                          | 60                                                                                          | -                                            | Nein                    |
| Dänemark                                | Mai 2003       | Eingetragene Partnerschaften (Ausweitung)                                           | -                                                                                           | -                                    | 43                                                                                          | 61                                                                                          | -                                            | Nein                    |
| Dänemark                                | Juni 2003      | Eingetragene Partnerschaften (Ausweitung)                                           | -                                                                                           | -                                    | 11                                                                                          | 94                                                                                          | -                                            | Nein                    |
| Kroatien                                | Juli 2003      | Unregistrierte Partnerschaften                                                      | genehmigt                                                                                   | genehmigt                            | n/a                                                                                         | n/a                                                                                         | unterzeichnet                                | Ja                      |
| Liechtenstein                           | 2003           | Eingetragene Partnerschaften                                                        | 10                                                                                          | 15                                   | n/a                                                                                         | n/a                                                                                         | -                                            | Nein                    |
| Vereinigtes Königreich                  | November 2004  | Zivilpartnerschaften                                                                | 251                                                                                         | 136                                  | 426                                                                                         | 29                                                                                          | unterzeichnet                                | Ja                      |
| Neuseeland                              | Dezember 2004  | Zivilunion                                                                          | 65                                                                                          | 55                                   | n/a                                                                                         | n/a                                                                                         | unterzeichnet                                | Ja                      |
| Norwegen                                | 2004           | Ehe                                                                                 | n/a                                                                                         | n/a                                  | gescheitert                                                                                 | gescheitert                                                                                 | -                                            | Nein                    |
| Luxemburg                               | 2004           | Pacte civil de solidarité                                                           | n/a                                                                                         | n/a                                  | genehmigt                                                                                   | genehmigt                                                                                   | unterzeichnet                                | Ja                      |
| Panama                                  | 2004           | Zivilunion                                                                          | gescheitert                                                                                 | gescheitert                          | n/a                                                                                         | n/a                                                                                         | -                                            | Nein                    |
| Deutschland                             | Dezember 2004  | Eingetragene Lebenspartnerschaften (Ausweitung)                                     | genehmigt                                                                                   | genehmigt                            | genehmigt                                                                                   | genehmigt                                                                                   | unterzeichnet                                | Ja                      |
| Tschechien                              | Februar 2005   | Eingetragene Partnerschaften                                                        | -                                                                                           | -                                    | gescheitert                                                                                 | gescheitert                                                                                 | -                                            | Nein                    |
| Andorra                                 | März 2005      | Eingetragene Partnerschaften                                                        | genehmigt                                                                                   | genehmigt                            | n/a                                                                                         | n/a                                                                                         | unterzeichnet                                | Ja                      |
| Slowenien                               | März 2005      | Eingetragene Partnerschaften                                                        | -                                                                                           | -                                    | gescheitert                                                                                 | gescheitert                                                                                 | -                                            | Nein                    |
| Neuseeland                              | März 2005      | Unregistrierte Partnerschaften (Ausweitung)                                         | n/a                                                                                         | n/a                                  | 76                                                                                          | 43                                                                                          | unterzeichnet                                | Ja                      |
| Schweden                                | Juni 2005      | Eingetragene Partnerschaften (Ausweitung)                                           | n/a                                                                                         | n/a                                  | genehmigt                                                                                   | genehmigt                                                                                   | unterzeichnet                                | Ja                      |
| Schweiz                                 | Juni 2005      | Eingetragene Partnerschaften                                                        | genehmigt                                                                                   | genehmigt                            | genehmigt                                                                                   | genehmigt                                                                                   | nicht erforderlich; Volksabstimmung: 58 % Ja | Ja                      |
| Spanien                                 | Juni 2005      | Ehe                                                                                 | Veto                                                                                        | Veto                                 | 183                                                                                         | 136                                                                                         | unterzeichnet                                | Ja                      |
| Kanada                                  | Juni 2005      | Ehe                                                                                 | 47                                                                                          | 21                                   | 158                                                                                         | 133                                                                                         | unterzeichnet                                | Ja                      |
| Slowenien                               | Juli 2005      | Partnerschaften                                                                     | genehmigt                                                                                   | genehmigt                            | 44                                                                                          | 3                                                                                           | unterzeichnet                                | Ja                      |
| Kroatien                                | Oktober 2005   | Eingetragene Partnerschaften                                                        | n/a                                                                                         | n/a                                  | gescheitert                                                                                 | gescheitert                                                                                 | -                                            | Nein                    |
| Polen                                   | 2005           | Eingetragene Partnerschaften                                                        | 38                                                                                          | 23                                   | -                                                                                           | -                                                                                           | -                                            | Nein                    |
| Tschechien                              | März 2006      | Eingetragene Partnerschaften                                                        | 65                                                                                          | 14                                   | 86                                                                                          | 54                                                                                          | Veto                                         | Ja Veto überstimmt      |
| Belgien                                 | April 2006     | Ehe (Ausweitung Adoptionsrecht)                                                     | 77                                                                                          | 62                                   | 34                                                                                          | 33                                                                                          | unterzeichnet                                | Ja                      |
| Dänemark                                | Juni 2006      | Eingetragene Partnerschaften (Ausweitung)                                           | n/a                                                                                         | n/a                                  | 49                                                                                          | 62                                                                                          | -                                            | Nein                    |
| Island                                  | Juni 2006      | Eingetragene Partnerschaften (Ausweitung)                                           | n/a                                                                                         | n/a                                  | 41                                                                                          | 0                                                                                           | -                                            | Ja                      |
| Frankreich                              | Juni 2006      | Pacte civil de solidarité (Ausweitung)                                              | genehmigt                                                                                   | genehmigt                            | genehmigt                                                                                   | genehmigt                                                                                   | unterzeichnet                                | Ja                      |
| Finnland                                | Oktober 2006   | Eingetragene Partnerschaften (Ausweitung)                                           | n/a                                                                                         | n/a                                  | genehmigt                                                                                   | genehmigt                                                                                   | unterzeichnet                                | Ja                      |
| Südafrika                               | November 2006  | Ehe und Zivilpartnerschaften                                                        | genehmigt                                                                                   | genehmigt                            | 230                                                                                         | 41                                                                                          | unterzeichnet                                | Ja                      |
| Portugal                                | Dezember 2006  | Unregistrierte Partnerschaften (Ausweitung)                                         | n/a                                                                                         | n/a                                  | genehmigt                                                                                   | genehmigt                                                                                   | Veto                                         | Nein                    |
| Italien                                 | Februar 2007   | Eingetragene Partnerschaften                                                        | gescheitert                                                                                 | gescheitert                          | -                                                                                           | -                                                                                           | -                                            | Nein                    |
| Kolumbien                               | Juni 2007      | Zivilunion                                                                          | 29                                                                                          | 34                                   | 62                                                                                          | 43                                                                                          | -                                            | Nein                    |
| Luxemburg                               | Juli 2007      | Ehe                                                                                 | 22                                                                                          | 38                                   | n/a                                                                                         | n/a                                                                                         | -                                            | Nein                    |
| Ungarn                                  | Dezember 2007  | Eingetragene Partnerschaften                                                        | n/a                                                                                         | n/a                                  | 185                                                                                         | 154                                                                                         | unterzeichnet                                | Nein, verfassungswidrig |
| Uruguay                                 | Dezember 2007  | Eingetragene Partnerschaften                                                        | genehmigt                                                                                   | genehmigt                            | genehmigt                                                                                   | genehmigt                                                                                   | unterzeichnet                                | Ja                      |
| Island                                  | Mai 2008       | Eingetragene Partnerschaften (Ausweitung)                                           | n/a                                                                                         | n/a                                  | 54                                                                                          | 0                                                                                           | -                                            | Ja                      |
| Norwegen                                | Juni 2008      | Ehe                                                                                 | 23                                                                                          | 17                                   | 84                                                                                          | 41                                                                                          | unterzeichnet                                | Ja                      |
| Rumänien                                | Juli 2008      | Eingetragene Partnerschaften                                                        | gescheitert                                                                                 | gescheitert                          | -                                                                                           | -                                                                                           | -                                            | Nein                    |
| Ecuador                                 | September 2008 | Zivilunion                                                                          | Verfassungsabstimmung (63,93 %)                                                             | Verfassungsabstimmung (63,93 %)      | Verfassungsabstimmung (63,93 %)                                                             | Verfassungsabstimmung (63,93 %)                                                             | Verfassungsabstimmung (63,93 %)              | Ja                      |
| Portugal                                | Oktober 2008   | Ehe                                                                                 | n/a                                                                                         | n/a                                  | 28                                                                                          | 202                                                                                         | -                                            | Nein                    |
| Portugal                                | Oktober 2008   | Ehe                                                                                 | n/a                                                                                         | n/a                                  | gescheitert                                                                                 | gescheitert                                                                                 | -                                            | Nein                    |
| Australien                              | November 2008  | Unregistrierte Partnerschaften                                                      | genehmigt                                                                                   | genehmigt                            | genehmigt                                                                                   | genehmigt                                                                                   | unterzeichnet                                | Ja                      |
| Schweden                                | April 2009     | Ehe                                                                                 | n/a                                                                                         | n/a                                  | 261                                                                                         | 22                                                                                          | unterzeichnet                                | Ja                      |
| Ungarn                                  | April 2009     | Eingetragene Partnerschaften                                                        | n/a                                                                                         | n/a                                  | 199                                                                                         | 159                                                                                         | unterzeichnet                                | Ja                      |
| Frankreich                              | Mai 2009       | Ausländische Partnerschaften als PACS                                               | genehmigt                                                                                   | genehmigt                            | genehmigt                                                                                   | genehmigt                                                                                   | unterzeichnet                                | Ja                      |
| Finnland                                | Mai 2009       | Eingetragene Partnerschaften (Ausweitung Adoptionsrecht)                            | n/a                                                                                         | n/a                                  | 108                                                                                         | 29                                                                                          | unterzeichnet                                | Ja                      |
| Dänemark                                | Juni 2009      | Eingetragene Partnerschaften (Ausweitung)                                           | n/a                                                                                         | n/a                                  | 107                                                                                         | 2                                                                                           | unterzeichnet                                | Ja                      |
| Portugal                                | August 2009    | Unregistrierte Partnerschaften (Ausweitung)                                         | n/a                                                                                         | n/a                                  | genehmigt                                                                                   | genehmigt                                                                                   | Veto                                         | Nein                    |
| Uruguay                                 | September 2009 | Eingetragene Partnerschaften (Ausweitung Adoptionsrecht)                            | 17                                                                                          | 6                                    | 40                                                                                          | 13                                                                                          | unterzeichnet                                | Ja                      |
| Österreich                              | Dezember 2009  | Eingetragene Partnerschaften                                                        | 44                                                                                          | 8                                    | 110                                                                                         | 64                                                                                          | unterzeichnet                                | Ja                      |
| Portugal                                | Januar 2010    | Ehe                                                                                 | n/a                                                                                         | n/a                                  | gescheitert                                                                                 | gescheitert                                                                                 | -                                            | Nein                    |
| Portugal                                | Januar 2010    | Ehe                                                                                 | n/a                                                                                         | n/a                                  | gescheitert                                                                                 | gescheitert                                                                                 | -                                            | Nein                    |
| Portugal                                | Januar 2010    | Eingetragene Partnerschaften                                                        | n/a                                                                                         | n/a                                  | gescheitert                                                                                 | gescheitert                                                                                 | -                                            | Nein                    |
| Albanien                                | Februar 2010   | Ehe                                                                                 | n/a                                                                                         | n/a                                  | gescheitert                                                                                 | gescheitert                                                                                 | -                                            | Nein                    |
| Ungarn                                  | Februar 2010   | Unregistrierte Partnerschaften (Ausweitung)                                         | n/a                                                                                         | n/a                                  | genehmigt                                                                                   | genehmigt                                                                                   | Veto                                         | Ja, Veto überstimmt     |
| Australien                              | Februar 2010   | Ehe                                                                                 | 5                                                                                           | 45                                   | -                                                                                           | -                                                                                           | -                                            | Nein                    |
| Portugal                                | Mai 2010       | Ehe                                                                                 | n/a                                                                                         | n/a                                  | 125                                                                                         | 99                                                                                          | unterzeichnet                                | Ja                      |
| Dänemark                                | Juni 2010      | Eingetragene Partnerschaften (Ausweitung)                                           | n/a                                                                                         | n/a                                  | 60                                                                                          | 54                                                                                          | unterzeichnet                                | Ja                      |
| Dänemark                                | Juni 2010      | Ehe                                                                                 | -                                                                                           | -                                    | 52                                                                                          | 57                                                                                          | -                                            | Nein                    |
| Island                                  | Juni 2010      | Ehe                                                                                 | n/a                                                                                         | n/a                                  | 49                                                                                          | 0                                                                                           | unterzeichnet                                | Ja                      |
| Irland                                  | Juli 2010      | Zivilpartnerschaften und Unregistrierte Partnerschaften                             | 48                                                                                          | 4                                    | genehmigt                                                                                   | genehmigt                                                                                   | unterzeichnet                                | Ja                      |
| Argentinien                             | Juli 2010      | Ehe                                                                                 | 33                                                                                          | 27                                   | 125                                                                                         | 109                                                                                         | unterzeichnet                                | Ja                      |
| Portugal                                | August 2010    | Unregistrierte Partnerschaften (Ausweitung)                                         | n/a                                                                                         | n/a                                  | genehmigt                                                                                   | genehmigt                                                                                   | unterzeichnet                                | Ja                      |
| Deutschland                             | September 2010 | Ehe                                                                                 | gescheitert                                                                                 | gescheitert                          | -                                                                                           | -                                                                                           | -                                            | Nein                    |
| Deutschland                             | Oktober 2010   | Eingetragene Lebenspartnerschaften (Ausweitung)                                     | -                                                                                           | -                                    | gescheitert                                                                                 | gescheitert                                                                                 | -                                            | Nein                    |
| Deutschland                             | April 2011     | Eingetragene Lebenspartnerschaften (Ausweitung)                                     | gescheitert                                                                                 | gescheitert                          | -                                                                                           | -                                                                                           | -                                            | Nein                    |
| Frankreich                              | Juni 2011      | Ehe                                                                                 | -                                                                                           | -                                    | 222                                                                                         | 293                                                                                         | -                                            | Nein                    |
| Liechtenstein                           | Juni 2011      | Eingetragene Partnerschaften                                                        | Volksbefragung (68 %)                                                                       | Volksbefragung (68 %)                | Volksbefragung (68 %)                                                                       | Volksbefragung (68 %)                                                                       | unterzeichnet                                | Ja                      |
| Deutschland                             | Juni 2011      | Eingetragene Lebenspartnerschaften (Ausweitung)                                     | gescheitert                                                                                 | gescheitert                          | -                                                                                           | -                                                                                           | -                                            | Nein                    |
| Portugal                                | Februar 2012   | Ehe (Ausweitung Adoptionsrecht)                                                     | n/a                                                                                         | n/a                                  | gescheitert                                                                                 | gescheitert                                                                                 | -                                            | Nein                    |
| Portugal                                | Februar 2012   | Ehe (Ausweitung)                                                                    | n/a                                                                                         | n/a                                  | gescheitert                                                                                 | gescheitert                                                                                 | -                                            | Nein                    |
| Slowenien                               | März 2012      | Partnerschaften (Ausweitung)                                                        | n/a                                                                                         | n/a                                  | 43                                                                                          | 38                                                                                          | Referendum (45,45 %)                         | Nein                    |
| Israel                                  | Mai 2012       | Ehe                                                                                 | n/a                                                                                         | n/a                                  | 11                                                                                          | 39                                                                                          | -                                            | Nein                    |
| Dänemark                                | Juni 2012      | Ehe                                                                                 | n/a                                                                                         | n/a                                  | 85                                                                                          | 24                                                                                          | unterzeichnet                                | Ja                      |
| Deutschland                             | Juni 2012      | Ehe                                                                                 | -                                                                                           | -                                    | 260                                                                                         | 309                                                                                         | -                                            | Nein                    |
| San Marino                              | Juni 2012      | Unregistrierte Partnerschaften                                                      | n/a                                                                                         | n/a                                  | 33                                                                                          | 20                                                                                          | unterzeichnet                                | Ja                      |
| Australien                              | September 2012 | Ehe                                                                                 | -                                                                                           | -                                    | 42                                                                                          | 98                                                                                          | -                                            | Nein                    |
| Australien                              | September 2012 | Ehe                                                                                 | 26                                                                                          | 41                                   | -                                                                                           | -                                                                                           | -                                            | Nein                    |
| Deutschland                             | Oktober 2012   | Eingetragene Lebenspartnerschaften (Ausweitung)                                     | -                                                                                           | -                                    | 253                                                                                         | 288                                                                                         | -                                            | Nein                    |
| Slowakei                                | November 2012  | Eingetragene Partnerschaften                                                        | n/a                                                                                         | n/a                                  | 14                                                                                          | 94                                                                                          | -                                            | Nein                    |
| Polen                                   | Januar 2013    | Eingetragene Partnerschaften                                                        | -                                                                                           | -                                    | gescheitert                                                                                 | gescheitert                                                                                 | -                                            | Nein                    |
| Polen                                   | Januar 2013    | Eingetragene Partnerschaften                                                        | -                                                                                           | -                                    | gescheitert                                                                                 | gescheitert                                                                                 | -                                            | Nein                    |
| Polen                                   | Januar 2013    | Partnerschaftsvereinbarung                                                          | n/a                                                                                         | n/a                                  | 211                                                                                         | 228                                                                                         | -                                            | Nein                    |
| Deutschland                             | März 2013      | Eingetragene Lebenspartnerschaften (Ausweitung Steuerrecht)                         | genehmigt                                                                                   | genehmigt                            | gescheitert                                                                                 | gescheitert                                                                                 | -                                            | Nein                    |
| Deutschland                             | März 2013      | Ehe                                                                                 | genehmigt                                                                                   | genehmigt                            | gescheitert                                                                                 | gescheitert                                                                                 | -                                            | Nein                    |
| Neuseeland                              | April 2013     | Ehe                                                                                 | n/a                                                                                         | n/a                                  | 77                                                                                          | 44                                                                                          | unterzeichnet                                | Ja                      |
| Kolumbien                               | April 2013     | Ehe                                                                                 | 17                                                                                          | 51                                   | -                                                                                           | -                                                                                           | -                                            | Nein                    |
| Uruguay                                 | April 2013     | Ehe                                                                                 | 23                                                                                          | 8                                    | 71                                                                                          | 21                                                                                          | unterzeichnet                                | Ja                      |
| Portugal                                | Mai 2013       | Ehe (Ausweitung Adoptionsrecht)                                                     | n/a                                                                                         | n/a                                  | 77                                                                                          | 104                                                                                         | -                                            | Nein                    |
| Portugal                                | Mai 2013       | Ehe (Ausweitung)                                                                    | n/a                                                                                         | n/a                                  | gescheitert                                                                                 | gescheitert                                                                                 | -                                            | Nein                    |
| Portugal                                | Mai 2013       | Ehe (Ausweitung)                                                                    | n/a                                                                                         | n/a                                  | gescheitert                                                                                 | gescheitert                                                                                 | -                                            | Nein                    |
| Frankreich                              | Mai 2013       | Ehe                                                                                 | 171                                                                                         | 165                                  | 321                                                                                         | 225                                                                                         | unterzeichnet                                | Ja                      |
| Australien                              | Juni 2013      | Anerkennung ausländischer Ehen                                                      | 28                                                                                          | 44                                   | -                                                                                           | -                                                                                           | -                                            | Nein                    |
| Costa Rica                              | Juli 2013      | Eingetragene Partnerschaften                                                        | genehmigt                                                                                   | genehmigt                            | genehmigt                                                                                   | genehmigt                                                                                   | unterzeichnet                                | Ja                      |
| Deutschland                             | Juli 2013      | Eingetragene Lebenspartnerschaften (Ausweitung Steuerrecht)                         | genehmigt                                                                                   | genehmigt                            | genehmigt                                                                                   | genehmigt                                                                                   | unterzeichnet                                | Ja                      |
| Vereinigtes Königreich (England, Wales) | Juli 2013      | Ehe                                                                                 | Zustimmung ohne förmliche Abstimmung                                                        | Zustimmung ohne förmliche Abstimmung | 366                                                                                         | 161                                                                                         | unterzeichnet                                | Ja                      |
| Österreich                              | Juli 2013      | Eingetragene Partnerschaften (Ausweitung Adoptionsrecht)                            | 45                                                                                          | 8                                    | genehmigt                                                                                   | genehmigt                                                                                   | unterzeichnet                                | Ja                      |
| Vietnam                                 | September 2013 | Ehe (Aufhebung des Verfassungsverbots)                                              | genehmigt                                                                                   | genehmigt                            | genehmigt                                                                                   | genehmigt                                                                                   | unterzeichnet                                | Ja                      |
| Rumänien                                | Dezember 2013  | Zivilpartnerschaften                                                                | gescheitert                                                                                 | gescheitert                          | -                                                                                           | -                                                                                           | -                                            | Nein                    |
| Israel                                  | Dezember 2013  | Ehe                                                                                 | -                                                                                           | -                                    | 21                                                                                          | 56                                                                                          | -                                            | Nein                    |
| Niederlande                             | Dezember 2013  | Ehe (Ausweitung)                                                                    | genehmigt                                                                                   | genehmigt                            | genehmigt                                                                                   | genehmigt                                                                                   | unterzeichnet                                | Ja                      |
| Portugal                                | März 2014      | Ehe (Ausweitung)                                                                    | n/a                                                                                         | n/a                                  | 107                                                                                         | 112                                                                                         | -                                            | Nein                    |
| Malta                                   | April 2014     | Zivilunion                                                                          | n/a                                                                                         | n/a                                  | 37                                                                                          | 0                                                                                           | unterzeichnet                                | Ja                      |
| Belgien                                 | Mai 2014       | Ehe (Ausweitung)                                                                    | 48                                                                                          | 2                                    | 114                                                                                         | 10                                                                                          | unterzeichnet                                | Ja                      |
| Deutschland                             | Mai 2014       | Eingetragene Lebenspartnerschaften (Ausweitung Adoptionsrecht)                      | -                                                                                           | -                                    | 111                                                                                         | 432                                                                                         | -                                            | Nein                    |
| Andorra                                 | Mai 2014       | Ehe                                                                                 | n/a                                                                                         | n/a                                  | 6                                                                                           | 21                                                                                          | -                                            | Nein                    |
| Deutschland                             | Juni 2014      | Eingetragene Lebenspartnerschaften (Ausweitung Adoptionsrecht)                      | genehmigt                                                                                   | genehmigt                            | genehmigt                                                                                   | genehmigt                                                                                   | unterzeichnet                                | Ja                      |
| Kroatien                                | Juni 2014      | Unregistrierte Partnerschaften (Ausweitung)                                         | n/a                                                                                         | n/a                                  | genehmigt                                                                                   | genehmigt                                                                                   | unterzeichnet                                | Ja                      |
| Rumänien                                | Juni 2014      | Zivilpartnerschaften                                                                | 2                                                                                           | 110                                  | 4                                                                                           | 298                                                                                         | -                                            | Nein                    |
| Luxemburg                               | Juni 2014      | Ehe                                                                                 | n/a                                                                                         | n/a                                  | 56                                                                                          | 4                                                                                           | unterzeichnet                                | Ja                      |
| Kroatien                                | Juli 2014      | Lebenspartnerschaften                                                               | n/a                                                                                         | n/a                                  | 89                                                                                          | 16                                                                                          | unterzeichnet                                | Ja                      |
| Deutschland                             | Juli 2014      | Eingetragene Lebenspartnerschaften (Ausweitung Steuerrecht)                         | genehmigt                                                                                   | genehmigt                            | genehmigt                                                                                   | genehmigt                                                                                   | unterzeichnet                                | Ja                      |
| San Marino                              | September 2014 | Anerkennung ausländischer Ehen                                                      | n/a                                                                                         | n/a                                  | 15                                                                                          | 35                                                                                          | -                                            | Nein                    |
| Andorra                                 | Dezember 2014  | Zivilunion                                                                          | n/a                                                                                         | n/a                                  | 20                                                                                          | 3                                                                                           | unterzeichnet                                | Ja                      |
| Portugal                                | Januar 2015    | Ehe (Ausweitung Adoptionsrecht)                                                     | n/a                                                                                         | n/a                                  | 89                                                                                          | 119                                                                                         | -                                            | Nein                    |
| Portugal                                | Januar 2015    | Ehe (Ausweitung Adoptionsrecht)                                                     | n/a                                                                                         | n/a                                  | 91                                                                                          | 119                                                                                         | -                                            | Nein                    |
| Portugal                                | Januar 2015    | Ehe (Ausweitung Adoptionsrecht)                                                     | n/a                                                                                         | n/a                                  | 91                                                                                          | 120                                                                                         | -                                            | Nein                    |
| Portugal                                | Januar 2015    | Ehe (Ausweitung Künstliche Befruchtung)                                             | n/a                                                                                         | n/a                                  | gescheitert                                                                                 | gescheitert                                                                                 | -                                            | Nein                    |
| Irland                                  | April 2015     | Zivilpartnerschaften und Unregistrierte Partnerschaften (Ausweitung Adoptionsrecht) | 20                                                                                          | 2                                    | genehmigt                                                                                   | genehmigt                                                                                   | unterzeichnet                                | Ja                      |
| Chile                                   | April 2015     | Lebenspartnerschaftsabkommen                                                        | 25                                                                                          | 6                                    | 86                                                                                          | 23                                                                                          | unterzeichnet                                | Ja                      |
| Israel                                  | Juli 2015      | Zivilunion                                                                          | n/a                                                                                         | n/a                                  | 39                                                                                          | 50                                                                                          | -                                            | Nein                    |
| Israel                                  | Juli 2015      | Ehe                                                                                 | n/a                                                                                         | n/a                                  | 39                                                                                          | 50                                                                                          | -                                            | Nein                    |
| Ecuador                                 | August 2015    | Zivilunion (Ausweitung)                                                             | n/a                                                                                         | n/a                                  | 89                                                                                          | 1                                                                                           | unterzeichnet                                | Ja                      |
| Irland                                  | August 2015    | Ehe(Verfassungsänderung)                                                            | 29                                                                                          | 3                                    | genehmigt                                                                                   | genehmigt                                                                                   | unterzeichnet                                | Ja                      |
| Irland                                  | August 2015    | Ehe(Verfassungsänderung)                                                            | Volksbefragung (62,07 %)                                                                    |                                      |                                                                                             |                                                                                             | unterzeichnet                                | Ja                      |
| Irland                                  | Oktober 2015   | Ehe (Gesetz)                                                                        | genehmigt                                                                                   | genehmigt                            | genehmigt                                                                                   | genehmigt                                                                                   | unterzeichnet                                | Ja                      |
| Deutschland                             | November 2015  | Eingetragene Lebenspartnerschaften (Ausweitung)                                     | genehmigt                                                                                   | genehmigt                            | genehmigt                                                                                   | genehmigt                                                                                   | unterzeichnet                                | Ja                      |
| Zypern                                  | Dezember 2015  | Zivilpartnerschaften                                                                | n/a                                                                                         | n/a                                  | 39                                                                                          | 12                                                                                          | nicht notwendig                              | Ja                      |
| Rumänien                                | Dezember 2015  | Zivilpartnerschaften                                                                | 8                                                                                           | 49                                   | gescheitert                                                                                 | gescheitert                                                                                 | -                                            | Nein                    |
| Slowenien                               | März 2015      | Ehe                                                                                 | Kein Veto                                                                                   | Kein Veto                            | 51                                                                                          | 28                                                                                          | -                                            | Nein                    |
| Slowenien                               | Dezember 2015  | Ehe                                                                                 | Volksbefragung (36,5 %)                                                                     | Volksbefragung (36,5 %)              | Volksbefragung (36,5 %)                                                                     | Volksbefragung (36,5 %)                                                                     | -                                            | Nein                    |
| Griechenland                            | Dezember 2015  | Eingetragene Partnerschaften                                                        | n/a                                                                                         | n/a                                  | 194                                                                                         | 55                                                                                          | unterzeichnet                                | Ja                      |
| Estland                                 | Oktober 2014   | Eingetragene Partnerschaften (Gesetz)                                               | n/a                                                                                         | n/a                                  | 40                                                                                          | 38                                                                                          | unterzeichnet                                | Ja                      |
| Estland                                 | Januar 2016    | Eingetragene Partnerschaften (Durchführungsvorschriften)                            | n/a                                                                                         | n/a                                  | gescheitert                                                                                 | gescheitert                                                                                 | -                                            | Nein                    |
| Portugal                                | Februar 2016   | Ehe und Unregistrierte Partnerschaften (Ausweitung Adoptionsrecht)                  | n/a                                                                                         | n/a                                  | 137                                                                                         | 93                                                                                          | Veto                                         | Ja Veto überstimmt      |
| Israel                                  | Februar 2016   | Zivilunion                                                                          | n/a                                                                                         | n/a                                  | 40                                                                                          | 47                                                                                          | -                                            | Nein                    |
| Slowenien                               | April 2016     | Partnerschaften (Ausweitung)                                                        | 54                                                                                          | 15                                   | genehmigt                                                                                   | genehmigt                                                                                   | nicht notwendig                              | Ja                      |
| Italien                                 | Mai 2016       | Zivilunion                                                                          | 173                                                                                         | 71                                   | 372                                                                                         | 51                                                                                          | unterzeichnet                                | Ja                      |
| Portugal                                | Juni 2016      | Ehe und Unregistrierte Partnerschaften (Ausweitung Künstliche Befruchtung)          | n/a                                                                                         | n/a                                  | genehmigt                                                                                   | genehmigt                                                                                   | unterzeichnet                                | Ja                      |
| Schweiz                                 | Juni 2016      | Eingetragene Partnerschaften (Ausweitung Adoptionsrecht)                            | 25                                                                                          | 14                                   | 125                                                                                         | 68                                                                                          | nicht notwendig                              | Ja                      |
| Liechtenstein                           | November 2016  | Eingetragene Partnerschaften (Ausweitung)                                           | n/a                                                                                         | n/a                                  | 25                                                                                          | 0                                                                                           | unterzeichnet                                | Ja                      |
| Griechenland                            | Dezember 2016  | Eingetragene Partnerschaften (Ausweitung)                                           | n/a                                                                                         | n/a                                  | 201                                                                                         | 21                                                                                          | unterzeichnet                                | Ja                      |
| Österreich                              | Dezember 2016  | Eingetragene Partnerschaften (Ausweitung)                                           | genehmigt                                                                                   | genehmigt                            | genehmigt                                                                                   | genehmigt                                                                                   | unterzeichnet                                | Ja                      |
| Finnland                                | Februar 2015   | Ehe (Gesetz)                                                                        | n/a                                                                                         | n/a                                  | 101                                                                                         | 90                                                                                          | unterzeichnet                                | Ja                      |
| Finnland                                | April 2016     | Ehe (Durchführungsvorschriften)                                                     | n/a                                                                                         | n/a                                  | 106                                                                                         | 42                                                                                          | unterzeichnet                                | Ja                      |
| Finnland                                | Januar 2017    | Ehe (Durchführungsvorschriften)                                                     | n/a                                                                                         | n/a                                  | 128                                                                                         | 28                                                                                          | unterzeichnet                                | Ja                      |
| Malta                                   | April 2017     | Vertrag des Zusammenlebens                                                          | n/a                                                                                         | n/a                                  | genehmigt                                                                                   | genehmigt                                                                                   | unterzeichnet                                | Ja                      |
| Litauen                                 | Juni 2017      | Partnerschaften                                                                     | n/a                                                                                         | n/a                                  | 29                                                                                          | 59                                                                                          | -                                            | Nein                    |
| Deutschland                             | Juli 2017      | Ehe                                                                                 | genehmigt                                                                                   | genehmigt                            | 393                                                                                         | 226                                                                                         | unterzeichnet                                | Ja                      |
| Malta                                   | Juli 2017      | Ehe                                                                                 | n/a                                                                                         | n/a                                  | 66                                                                                          | 1                                                                                           | unterzeichnet                                | Ja                      |
| Chile                                   | November 2017  | Lebenspartnerschaftsabkommen (Ausweitung)                                           | 15                                                                                          | 0                                    | 70                                                                                          | 0                                                                                           | unterzeichnet                                | Ja                      |
| Australien                              | Dezember 2017  | Ehe                                                                                 | 43                                                                                          | 12                                   | 131                                                                                         | 4                                                                                           | unterzeichnet                                | Ja                      |
| Griechenland                            | Mai 2018       | Eingetragene Partnerschaften (Ausweitung)                                           | n/a                                                                                         | n/a                                  | 161                                                                                         | 103                                                                                         | unterzeichnet                                | Ja                      |
| Israel                                  | Juni 2018      | Ehe                                                                                 | n/a                                                                                         | n/a                                  | 38                                                                                          | 41                                                                                          | -                                            | Nein                    |
| Malta                                   | Juni 2018      | Ehe und Zivilunion (Ausweitung Künstliche Befruchtung)                              | n/a                                                                                         | n/a                                  | 34                                                                                          | 27                                                                                          | unterzeichnet                                | Ja                      |
| Slowakei                                | September 2018 | Eingetragene Partnerschaften                                                        | n/a                                                                                         | n/a                                  | gescheitert                                                                                 | gescheitert                                                                                 | -                                            | Nein                    |
| San Marino                              | November 2018  | Partnerschaften                                                                     | n/a                                                                                         | n/a                                  | 40                                                                                          | 4                                                                                           | unterzeichnet                                | Ja                      |
| San Marino                              | Dezember 2017  | Anerkennung ausländischer Ehen (Gesetz)                                             | n/a                                                                                         | n/a                                  | 25                                                                                          | 20                                                                                          | unterzeichnet                                | Ja                      |
| San Marino                              | Unbekannt      | Anerkennung ausländischer Ehen (Durchführungsvorschriften)                          | n/a                                                                                         | n/a                                  |                                                                                             |                                                                                             | unterzeichnet                                | Ja                      |
| Österreich                              | Unbekannt      | Ehe                                                                                 | n/a                                                                                         | n/a                                  |                                                                                             |                                                                                             | unterzeichnet                                | Ja                      |
| Kuba                                    | Dezember 2018  | Ehe (Verfassungsänderung)                                                           | n/a                                                                                         | n/a                                  | gescheitert                                                                                 | gescheitert                                                                                 | -                                            | Nein                    |
| Rumänien                                | März 2019      | Zivilpartnerschaften                                                                | 2                                                                                           | 68                                   | n/a                                                                                         | n/a                                                                                         | gescheitert                                  | Nein                    |
| Taiwan                                  | Mai 2019       | Ehe                                                                                 | n/a                                                                                         | n/a                                  | 66                                                                                          | 27                                                                                          | unterzeichnet                                | Ja                      |
| Frankreich                              | August 2021    | Ehe (Ausweitung Künstliche Befruchtung)                                             | 326                                                                                         | 115                                  | genehmigt                                                                                   | genehmigt                                                                                   | unterzeichnet                                | Ja                      |
| Vereinigtes Königreich (Nordirland)     | Juli 2019      | Ehe                                                                                 | genehmigt                                                                                   | genehmigt                            | 328                                                                                         | 65                                                                                          | unterzeichnet                                | Ja                      |
| Monaco                                  | Dezember 2019  | Vereinbarung zum Zusammenleben                                                      | n/a                                                                                         | n/a                                  | genehmigt                                                                                   | genehmigt                                                                                   | unterzeichnet                                | Ja                      |
| Montenegro                              | Juli 2020      | Eingetragene Partnerschaften                                                        | n/a                                                                                         | n/a                                  | 42                                                                                          | 5                                                                                           | unterzeichnet                                | Ja                      |
| Litauen                                 | Mai 2021       | Partnerschaften                                                                     | n/a                                                                                         | n/a                                  | 63                                                                                          | 65                                                                                          | -                                            | Nein                    |
| Costa Rica                              | Mai 2022       | Ehe                                                                                 | n/a                                                                                         | n/a                                  | durch Urteil des Verfassungsgerichtes umgesetzt                                             | durch Urteil des Verfassungsgerichtes umgesetzt                                             | ---                                          | Ja                      |
| Chile                                   | März 2022      | Ehe                                                                                 | 21                                                                                          | 8                                    | 80                                                                                          | 20                                                                                          | unterzeichnet                                | Ja                      |
| Schweiz                                 | Juli 2022      | Ehe                                                                                 | 22                                                                                          | 15                                   | 132                                                                                         | 52                                                                                          | nicht notwendig                              | Ja                      |
| Schweiz                                 | Juli 2022      | Ehe                                                                                 | mit 65 Prozent der abgegebenen Stimmen in einem Referendum am 26. September 2021 angenommen |                                      |                                                                                             |                                                                                             | nicht notwendig                              |                         |
| Kuba                                    | September 2022 | Ehe                                                                                 | n/a                                                                                         | n/a                                  | mit 66 Prozent der abgegebenen Stimmen in einem Referendum am 25. September 2022 angenommen | mit 66 Prozent der abgegebenen Stimmen in einem Referendum am 25. September 2022 angenommen | unterzeichnet                                | Ja                      |
| Slowenien                               | Oktober 2022   | Ehe                                                                                 | 17                                                                                          | 11                                   | 51                                                                                          | 24                                                                                          | nicht notwendig                              | Ja                      |
| Slowakei                                | November 2022  | Zivilpartnerschaften                                                                | n/a                                                                                         | n/a                                  | 53                                                                                          | 37                                                                                          | -                                            | Nein                    |
| Peru                                    | Dezember 2022  | Ehe                                                                                 | n/a                                                                                         | n/a                                  | gescheitert                                                                                 | gescheitert                                                                                 | -                                            | Nein                    |
| Andorra                                 | Februar 2023   | Ehe                                                                                 | n/a                                                                                         | n/a                                  | 23                                                                                          | 1                                                                                           | unterzeichnet                                | Ja                      |
| Taiwan                                  | Juni 2023      | Ehe (Ausweitung Adoptionsrecht)                                                     | n/a                                                                                         | n/a                                  | genehmigt                                                                                   | genehmigt                                                                                   | unterzeichnet                                | Ja                      |
| Estland                                 | Juni 2023      | Ehe                                                                                 | n/a                                                                                         | n/a                                  | 55                                                                                          | 34                                                                                          | unterzeichnet                                | Ja                      |
| Lettland                                | Januar 2024    | Eingetragene Partnerschaften                                                        | n/a                                                                                         | n/a                                  | 53                                                                                          | 43                                                                                          | unterzeichnet                                | Ja                      |
| Griechenland                            | Februar 2024   | Ehe                                                                                 | n/a                                                                                         | n/a                                  | 175                                                                                         | 77                                                                                          | unterzeichnet                                | Ja                      |
| Tschechien                              | April 2024     | Eingetragene Partnerschaften (Ausweitung)                                           | n/a                                                                                         | n/a                                  | 123                                                                                         | 36                                                                                          | unterzeichnet                                | Ja                      |
| Liechtenstein                           | 2024           | Ehe                                                                                 | n/a                                                                                         | n/a                                  | 24                                                                                          | 1                                                                                           | unterzeichnet                                | Ja                      |
| Thailand                                | 2024           | Ehe                                                                                 | 130                                                                                         | 4                                    | 400                                                                                         | 10                                                                                          | unterzeichnet                                | Ja                      |
| Litauen                                 | 2024           | Vereinbarung zum Zusammenleben                                                      | n/a                                                                                         | n/a                                  | vorgeschlagen                                                                               | vorgeschlagen                                                                               |                                              |                         |
| Polen                                   | 2024           | Eingetragene Partnerschaften                                                        | n/a                                                                                         | n/a                                  | vorgeschlagen                                                                               | vorgeschlagen                                                                               |                                              |                         |
| Ukraine                                 | Unbekannt      | Zivilpartnerschaften                                                                | n/a                                                                                         | n/a                                  | vorgeschlagen                                                                               | vorgeschlagen                                                                               |                                              |                         |
| Philippinen                             | Unbekannt      | Zivilpartnerschaften                                                                | n/a                                                                                         | n/a                                  | anstehend                                                                                   | anstehend                                                                                   |                                              |                         |

### Auf innerstaatlicher Ebene
Für US-Staaten: Gesetzgebung zur gleichgeschlechtlichen Ehe in den Vereinigten Staaten
In Staaten mit einem föderalistischen System oder autonomen Regionen wurden gleichgeschlechtlichen Paaren in den letzten 20 Jahren viele neue Rechte zuteil. Im Dezember 2009 legalisierte Mexiko-Stadt als erste Verwaltungseinheit auf substaatlicher Ebene auf der Welt die gleichgeschlechtliche Ehe. Seit Ende 2022 besteht in allen mexikanischen Bundesstaaten die Möglichkeit einer gleichgeschlechtlichen Eheschließung.
| Bundesstaat/Region           | Staat                  | Datum             | Art von Partnerschaft                                    | Obere Kammer | Obere Kammer | Untere Kammer | Untere Kammer | Staatsoberhaupt | Ergebnis          |
| Bundesstaat/Region           | Staat                  | Datum             | Art von Partnerschaft                                    | Ja           | Nein         | Ja            | Nein          | Staatsoberhaupt | Ergebnis          |
| ---------------------------- | ---------------------- | ----------------- | -------------------------------------------------------- | ------------ | ------------ | ------------- | ------------- | --------------- | ----------------- |
| Australian Capital Territory | Australien             | 1994              | Unregistrierte Partnerschaften                           | n/a          | n/a          | genehmigt     | genehmigt     | unterzeichnet   | Ja                |
| Grönland                     | Dänemark               | April 1996        | Eingetragene Partnerschaften                             | n/a          | n/a          | genehmigt     | genehmigt     | unterzeichnet   | Ja                |
| Katalonien                   | Spanien                | Juni 1998         | Unregistrierte Partnerschaften                           | n/a          | n/a          | genehmigt     | genehmigt     | unterzeichnet   | Ja                |
| Aragonien                    | Spanien                | März 1999         | Unregistrierte Partnerschaften                           | n/a          | n/a          | genehmigt     | genehmigt     | unterzeichnet   | Ja                |
| New South Wales              | Australien             | 1999              | Unregistrierte Partnerschaften                           | genehmigt    | genehmigt    | genehmigt     | genehmigt     | unterzeichnet   | Ja                |
| Navarra                      | Spanien                | 2000              | Unregistrierte Partnerschaften                           | n/a          | n/a          | genehmigt     | genehmigt     | unterzeichnet   | Ja                |
| Victoria                     | Australien             | August 2001       | Unregistrierte Partnerschaften                           | genehmigt    | genehmigt    | genehmigt     | genehmigt     | unterzeichnet   | Ja                |
| Valencia                     | Spanien                | 2001              | Unregistrierte Partnerschaften                           | n/a          | n/a          | genehmigt     | genehmigt     | unterzeichnet   | Ja                |
| Madrid                       | Spanien                | 2001              | Unregistrierte Partnerschaften                           | n/a          | n/a          | genehmigt     | genehmigt     | unterzeichnet   | Ja                |
| Balearische Inseln           | Spanien                | 2001              | Unregistrierte Partnerschaften                           | n/a          | n/a          | genehmigt     | genehmigt     | unterzeichnet   | Ja                |
| Queensland                   | Australien             | Dezember 2002     | Unregistrierte Partnerschaften                           | n/a          | n/a          | genehmigt     | genehmigt     | unterzeichnet   | Ja                |
| Andalusien                   | Spanien                | 2002              | Unregistrierte Partnerschaften                           | n/a          | n/a          | genehmigt     | genehmigt     | unterzeichnet   | Ja                |
| Asturien                     | Spanien                | 2002              | Unregistrierte Partnerschaften                           | n/a          | n/a          | genehmigt     | genehmigt     | unterzeichnet   | Ja                |
| Stadt Buenos Aires           | Argentinien            | 2002              | Eingetragene Partnerschaften                             | n/a          | n/a          | genehmigt     | genehmigt     | unterzeichnet   | Ja                |
| New South Wales              | Australien             | 2002              | Unregistrierte Partnerschaften (Ausweitung)              | genehmigt    | genehmigt    | genehmigt     | genehmigt     | unterzeichnet   | Ja                |
| Western Australia            | Australien             | 2002              | Unregistrierte Partnerschaften                           | genehmigt    | genehmigt    | genehmigt     | genehmigt     | unterzeichnet   | Ja                |
| Extremadura                  | Spanien                | 2003              | Unregistrierte Partnerschaften                           | n/a          | n/a          | genehmigt     | genehmigt     | unterzeichnet   | Ja                |
| Baskenland                   | Spanien                | 2003              | Unregistrierte Partnerschaften                           | n/a          | n/a          | genehmigt     | genehmigt     | unterzeichnet   | Ja                |
| Kanarische Inseln            | Spanien                | 2003              | Unregistrierte Partnerschaften                           | n/a          | n/a          | genehmigt     | genehmigt     | unterzeichnet   | Ja                |
| Río Negro                    | Argentinien            | 2003              | Eingetragene Partnerschaften                             | n/a          | n/a          | genehmigt     | genehmigt     | unterzeichnet   | Ja                |
| Tasmanien                    | Australien             | September 2003    | Registrierte Partnerschaften                             | genehmigt    | genehmigt    | genehmigt     | genehmigt     | unterzeichnet   | Ja                |
| Australian Capital Territory | Australien             | Januar 2004       | Unregistrierte Partnerschaften (Ausweitung)              | n/a          | n/a          | genehmigt     | genehmigt     | unterzeichnet   | Ja                |
| Northern Territory           | Australien             | März 2004         | Unregistrierte Partnerschaften                           | n/a          | n/a          | genehmigt     | genehmigt     | unterzeichnet   | Ja                |
| Sydney                       | Australien             | Juli 2004         | Eingetragene Partnerschaften                             | n/a          | n/a          | genehmigt     | genehmigt     | unterzeichnet   | Ja                |
| Norfolkinsel                 | Australien             | 2005              | Unregistrierte Partnerschaften                           | n/a          | n/a          | genehmigt     | genehmigt     | unterzeichnet   | Ja                |
| Australian Capital Territory | Australien             | Juni 2006         | Eingetragene Partnerschaften                             | n/a          | n/a          | genehmigt     | genehmigt     | unterzeichnet   | Veto              |
| Mexiko-Stadt                 | Mexiko                 | November 2006     | Eingetragene Partnerschaften                             | n/a          | n/a          | 43            | 17            | unterzeichnet   | Ja                |
| South Australia              | Australien             | Dezember 2006     | Unregistrierte Partnerschaften                           | genehmigt    | genehmigt    | genehmigt     | genehmigt     | unterzeichnet   | Ja                |
| Isle of Man                  | -                      | 2006              | Anerkennung von britischen Partnerschaften               | genehmigt    | genehmigt    | genehmigt     | genehmigt     | unterzeichnet   | Ja                |
| Coahuila                     | Mexiko                 | Januar 2007       | Eingetragene Partnerschaften                             | n/a          | n/a          | 20            | 13            | unterzeichnet   | Ja                |
| Australian Capital Territory | Australien             | Februar 2007      | Eingetragene Partnerschaften                             | n/a          | n/a          | genehmigt     | genehmigt     | unterzeichnet   | Veto              |
| Melbourne                    | Australien             | April 2007        | Unregistrierte Partnerschaften                           | n/a          | n/a          | genehmigt     | genehmigt     | unterzeichnet   | Ja                |
| Yarra                        | Australien             | Mai 2007          | Eingetragene Partnerschaften                             | n/a          | n/a          | genehmigt     | genehmigt     | unterzeichnet   | Ja                |
| Villa Carlos Paz             | Argentinien            | November 2007     | Eingetragene Partnerschaften                             | n/a          | n/a          | 12            | 6             | unterzeichnet   | Ja                |
| Victoria                     | Australien             | April 2008        | Eingetragene Partnerschaften                             | 29           | 10           | 54            | 24            | unterzeichnet   | Ja                |
| Australian Capital Territory | Australien             | Mai 2008          | Eingetragene Partnerschaften                             | n/a          | n/a          | genehmigt     | genehmigt     | unterzeichnet   | Ja                |
| New South Wales              | Australien             | Juni 2008         | Unregistrierte Partnerschaften (Ausweitung)              | genehmigt    | genehmigt    | genehmigt     | genehmigt     | unterzeichnet   | Ja                |
| Neukaledonien                | Frankreich             | April 2009        | Eingetragene Partnerschaften                             | genehmigt    | genehmigt    | genehmigt     | genehmigt     | unterzeichnet   | Ja                |
| Wallis und Futuna            | Frankreich             | April 2009        | Eingetragene Partnerschaften                             | genehmigt    | genehmigt    | genehmigt     | genehmigt     | unterzeichnet   | Ja                |
| Río Cuarto                   | Argentinien            | Mai 2009          | Eingetragene Partnerschaften                             | n/a          | n/a          | genehmigt     | genehmigt     | unterzeichnet   | Ja                |
| Tasmanien                    | Australien             | September 2009    | Eingetragene Partnerschaften (Ausweitung)                | genehmigt    | genehmigt    | genehmigt     | genehmigt     | unterzeichnet   | Ja                |
| Australian Capital Territory | Australien             | November 2009     | Eingetragene Partnerschaften (Ausweitung)                | n/a          | n/a          | genehmigt     | genehmigt     | unterzeichnet   | Ja                |
| Mexiko-Stadt                 | Mexiko                 | Dezember 2009     | Gleichgeschlechtliche Ehe                                | n/a          | n/a          | 39            | 20            | unterzeichnet   | Ja                |
| New South Wales              | Australien             | Mai 2010          | Eingetragene Partnerschaften                             | 32           | 5            | 62            | 9             | unterzeichnet   | Ja                |
| Wien                         | Österreich             | Juni 2010         | Eingetragene Partnerschaften (Ausweitung)                | n/a          | n/a          | genehmigt     | genehmigt     | unterzeichnet   | Ja                |
| Tasmanien                    | Australien             | Oktober 2010      | Anerkennung von ausländischen Partnerschaften            | genehmigt    | genehmigt    | 22            | 3             | unterzeichnet   | Ja                |
| Isle of Man                  | -                      | März 2011         | Eingetragene Partnerschaften                             | genehmigt    | genehmigt    | genehmigt     | genehmigt     | unterzeichnet   | Ja                |
| Queensland                   | Australien             | Dezember 2011     | Eingetragene Partnerschaften                             | 47           | 40           | genehmigt     | genehmigt     | unterzeichnet   | Ja                |
| Jersey                       | -                      | Dezember 2011     | Eingetragene Partnerschaften                             | n/a          | n/a          | genehmigt     | genehmigt     | unterzeichnet   | Ja                |
| Quintana Roo                 | Mexiko                 | April 2012        | Ehe                                                      | n/a          | n/a          | n/a           | n/a           | n/a             | Ja                |
| Australian Capital Territory | Australien             | September 2012    | Eingetragene Partnerschaften                             | n/a          | n/a          | 11            | 6             | unterzeichnet   | Ja                |
| Tasmanien                    | Australien             | September 2012    | Ehe                                                      | 6            | 8            | 13            | 11            | -               | Nein              |
| Macau                        | Volksrepublik China    | März 2013         | Eingetragene Partnerschaften                             | n/a          | n/a          | gescheitert   | gescheitert   | -               | Nein              |
| South Australia              | Australien             | Juli 2013         | Ehe                                                      | n/a          | n/a          | gescheitert   | gescheitert   | -               | Nein              |
| Colima                       | Mexiko                 | August 2013       | Eingetragene Partnerschaften                             | n/a          | n/a          | genehmigt     | genehmigt     | unterzeichnet   | Ja                |
| Tasmanien                    | Australien             | Oktober 2013      | Ehe                                                      | 6            | 8            | -             | -             | -               | Nein              |
| Australian Capital Territory | Australien             | Oktober 2013      | Ehe                                                      | genehmigt    | genehmigt    | genehmigt     | genehmigt     | unterzeichnet   | verfassungswidrig |
| Jalisco                      | Mexiko                 | Dezember 2013     | Eingetragene Partnerschaften                             | n/a          | n/a          | 20            | 15            | unterzeichnet   | Ja                |
| New South Wales              | Australien             | November 2013     | Ehe                                                      | 19           | 21           | -             | -             | -               | Nein              |
| Campeche                     | Mexiko                 | Dezember 2013     | Eingetragene Partnerschaften                             | n/a          | n/a          | genehmigt     | genehmigt     | unterzeichnet   | Ja                |
| Schottland                   | Vereinigtes Königreich | März 2014         | Ehe                                                      | n/a          | n/a          | 105           | 18            | unterzeichnet   | Ja                |
| Färöer                       | Dänemark               | März 2014         | Ehe                                                      | n/a          | n/a          | gescheitert   | gescheitert   | -               | Nein              |
| Gibraltar                    | Vereinigtes Königreich | März 2014         | Eingetragene Partnerschaften                             | n/a          | n/a          | 16            | 0             | unterzeichnet   | Ja                |
| Durango                      | Mexiko                 | April 2014        | Ehe                                                      | n/a          | n/a          | gescheitert   | gescheitert   | -               | Nein              |
| Coahuila                     | Mexiko                 | September 2014    | Ehe                                                      | n/a          | n/a          | 19            | 1             | unterzeichnet   | Ja                |
| Shibuya                      | Japan                  | März 2015         | Partnerschaftszertifikat                                 | n/a          | n/a          | genehmigt     | genehmigt     | unterzeichnet   | Ja                |
| Grönland                     | Dänemark               | Mai 2015          | Ehe                                                      | n/a          | n/a          | 27            | 0             | unterzeichnet   | Ja                |
| Kaohsiung                    | Taiwan                 | Mai 2015          | Eingetragene Partnerschaften                             | n/a          | n/a          | genehmigt     | genehmigt     | unterzeichnet   | Ja                |
| Pitcairninseln               | Vereinigtes Königreich | Mai 2015          | Ehe                                                      | n/a          | n/a          | n/a           | genehmigt     | unterzeichnet   | Ja                |
| Taipeh                       | Taiwan                 | Juni 2015         | Eingetragene Partnerschaften                             | n/a          | n/a          | n/a           | genehmigt     | unterzeichnet   | Ja                |
| Taichung                     | Taiwan                 | Juli 2015         | Eingetragene Partnerschaften                             | n/a          | n/a          | n/a           | genehmigt     | unterzeichnet   | Ja                |
| Setagaya                     | Japan                  | Juli 2015         | Partnerschaftszertifikat                                 | n/a          | n/a          | n/a           | genehmigt     | unterzeichnet   | Ja                |
| Western Australia            | Australien             | August 2015       | Eingetragene Partnerschaften                             | n/a          | n/a          | 6             | 2             | unterzeichnet   | Ja                |
| Michoacán                    | Mexiko                 | September 2015    | Häusliche Partnerschaften                                | n/a          | n/a          | 34            | 0             | unterzeichnet   | Ja                |
| Takarazuka                   | Japan                  | November 2015     | Partnerschaftszertifikat                                 | n/a          | n/a          | n/a           | genehmigt     | unterzeichnet   | Ja                |
| Guernsey                     | Vereinigtes Königreich | Dezember 2015     | Anerkennung ausländischer Ehen                           | n/a          | n/a          | n/a           | genehmigt     | nicht notwendig | Ja                |
| Victoria                     | Australien             | Dezember 2015     | Eingetragene Partnerschaften (Ausweitung Adoptionsrecht) | 31           | 31           | 8             | genehmigt     | unterzeichnet   | Ja                |
| Queensland                   | Australien             | Dezember 2015     | Zivilpartnerschaften                                     | n/a          | n/a          | 64            | 22            | unterzeichnet   | Ja                |
| Iga                          | Japan                  | Dezember 2015     | Partnerschaftszertifikat                                 | n/a          | n/a          | n/a           | genehmigt     | unterzeichnet   | Ja                |
| Nayarit                      | Mexiko                 | Dezember 2015     | Ehe                                                      | n/a          | n/a          | 26            | 1             | unterzeichnet   | Ja                |
| Neu-Taipeh                   | Taiwan                 | Januar 2016       | Eingetragene Partnerschaften                             | n/a          | n/a          | n/a           | genehmigt     | unterzeichnet   | Ja                |
| Grönland                     | Dänemark               | Mai 2015          | Ehe (Resolution)                                         | n/a          | n/a          | 27            | 0             | nicht notwendig | Ja                |
| Grönland                     | Dänemark               | Februar 2016      | Ehe (Gesetz)                                             | n/a          | n/a          | 108           | 0             | unterzeichnet   | Ja                |
| Victoria                     | Australien             | Februar 2016      | Anerkennung ausländischer Partnerschaften                | genehmigt    | genehmigt    | genehmigt     | genehmigt     | unterzeichnet   | Ja                |
| Naha                         | Japan                  | Februar 2016      | Partnerschaftszertifikat                                 | n/a          | n/a          | genehmigt     | genehmigt     | unterzeichnet   | Ja                |
| Chiayi                       | Taiwan                 | Februar 2016      | Eingetragene Partnerschaften                             | n/a          | n/a          | genehmigt     | genehmigt     | unterzeichnet   | Ja                |
| Azuay                        | Ecuador                | März 2016         | Symbolisch registrierte Ehe                              | n/a          | n/a          | genehmigt     | genehmigt     | unterzeichnet   | Ja                |
| Taoyuan                      | Taiwan                 | März 2016         | Eingetragene Partnerschaften                             | n/a          | n/a          | genehmigt     | genehmigt     | unterzeichnet   | Ja                |
| Landkreis Changhua           | Taiwan                 | März 2016         | Eingetragene Partnerschaften                             | n/a          | n/a          | genehmigt     | genehmigt     | unterzeichnet   | Ja                |
| Landkreis Hsinchu            | Taiwan                 | März 2016         | Eingetragene Partnerschaften                             | n/a          | n/a          | genehmigt     | genehmigt     | unterzeichnet   | Ja                |
| Färöer                       | Dänemark               | April 2016        | Ehe                                                      | n/a          | n/a          | 19            | 14            | unterzeichnet   | Ja                |
| Campeche                     | Mexiko                 | Mai 2016          | Ehe                                                      | n/a          | n/a          | 34            | 1             | unterzeichnet   | Ja                |
| Guernsey                     | Vereinigtes Königreich | Mai 2016          | Anerkennung ausländischer Ehen (Ausweitung)              | n/a          | n/a          | genehmigt     | genehmigt     | unterzeichnet   | Ja                |
| Landkreis Yilan              | Taiwan                 | Mai 2016          | Eingetragene Partnerschaften                             | n/a          | n/a          | genehmigt     | genehmigt     | unterzeichnet   | Ja                |
| Colima                       | Mexiko                 | Juni 2016         | Ehe                                                      | n/a          | n/a          | 24            | 0             | unterzeichnet   | Ja                |
| Michoacán                    | Mexiko                 | Juni 2016         | Ehe                                                      | n/a          | n/a          | 27            | 0             | unterzeichnet   | Ja                |
| Ascension                    | Vereinigtes Königreich | Juni 2016         | Ehe                                                      | n/a          | n/a          | 5             | 0             | unterzeichnet   | Ja                |
| South Australia              | Australien             | Juli 2016         | Eingetragene Partnerschaften (Ausweitung)                | genehmigt    | genehmigt    | 29            | 12            | unterzeichnet   | Ja                |
| Morelos                      | Mexiko                 | Juli 2016         | Ehe                                                      | n/a          | n/a          | 20            | 6             | unterzeichnet   | Ja                |
| Isle of Man                  | Vereinigtes Königreich | Juli 2016         | Ehe                                                      | n/a          | n/a          | 6             | 3             | unterzeichnet   | Ja                |
| Aruba                        | Niederlande            | September 2016    | Eingetragene Partnerschaften                             | n/a          | n/a          | 11            | 5             | unterzeichnet   | Ja                |
| British Antarctic Territory  | Vereinigtes Königreich | Oktober 2016      | Ehe                                                      | n/a          | n/a          | genehmigt     | genehmigt     | unterzeichnet   | Ja                |
| Landkreis Chiayi             | Taiwan                 | Oktober 2016      | Eingetragene Partnerschaften                             | n/a          | n/a          | genehmigt     | genehmigt     | unterzeichnet   | Ja                |
| Gibraltar                    | Vereinigtes Königreich | November 2016     | Ehe                                                      | n/a          | n/a          | 15            | 0             | unterzeichnet   | Ja                |
| Queensland                   | Australien             | November 2016     | Zivilpartnerschaften (Ausweitung Adoptionsrecht)         | n/a          | n/a          | 44            | 43            | unterzeichnet   | Ja                |
| San Luis Potosi              | Mexiko                 | November 2016     | Ehe                                                      | n/a          | n/a          | gescheitert   | gescheitert   | -               | Nein              |
| Ontario                      | Kanada                 | Dezember 2016     | Ehe (Ausweitung)                                         | n/a          | n/a          | 79            | 0             | unterzeichnet   | Ja                |
| Guernsey                     | Vereinigtes Königreich | Dezember 2015     | Ehe (Prinzipielle Annahme)                               | n/a          | n/a          | 37            | 7             | nicht notwendig | Ja                |
| Guernsey                     | Vereinigtes Königreich | Dezember 2016     | Ehe (Gesetz)                                             | n/a          | n/a          | 33            | 5             | unterzeichnet   | Ja                |
| South Australia              | Australien             | Dezember 2016     | Partnerschaftsvereinbarung                               | genehmigt    | genehmigt    | genehmigt     | genehmigt     | unterzeichnet   | Ja                |
| South Australia              | Australien             | Dezember 2016     | Eingetragene Partnerschaften (Ausweitung Adoptionsrecht) | 13           | 4            | 27            | 16            | unterzeichnet   | Ja                |
| Tlaxcala                     | Mexiko                 | Januar 2017       | Häuslicher Partnerschaftsvertrag                         | n/a          | n/a          | 18            | 4             | unterzeichnet   | Ja                |
| Durango                      | Mexiko                 | Januar 2017       | Ehe                                                      | n/a          | n/a          | 4             | 15            | -               | Nein              |
| Mexiko-Stadt                 | Mexiko                 | Januar 2017       | Ehe (Verfassungszusatz)                                  | n/a          | n/a          | genehmigt     | genehmigt     | nicht notwendig | Ja                |
| Nordwest-Territorien         | Kanada                 | März 2017         | Ehe                                                      | n/a          | n/a          | genehmigt     | genehmigt     | unterzeichnet   | Ja                |
| South Australia              | Australien             | März 2017         | Häuslicher Partnerschaftsvertrag (Ausweitung)            | genehmigt    | genehmigt    | genehmigt     | genehmigt     | unterzeichnet   | Ja                |
| Sapporo                      | Japan                  | März 2017         | Partnerschaftszertifikat                                 | n/a          | n/a          | genehmigt     | genehmigt     | unterzeichnet   | Ja                |
| South Australia              | Australien             | April 2017        | Zivilpartnerschaften (Ausweitung)                        | genehmigt    | genehmigt    | genehmigt     | genehmigt     | unterzeichnet   | Ja                |
| Falklandinseln               | Vereinigtes Königreich | April 2017        | Ehe und Zivilpartnerschaften                             | n/a          | n/a          | 7             | 1             | unterzeichnet   | Ja                |
| Hsinchu                      | Taiwan                 | Juni 2017         | Eingetragene Partnerschaften                             | n/a          | n/a          | genehmigt     | genehmigt     | unterzeichnet   | Ja                |
| Kinmen                       | Taiwan                 | Juni 2017         | Eingetragene Partnerschaften                             | n/a          | n/a          | genehmigt     | genehmigt     | unterzeichnet   | Ja                |
| Landkreis Lienchiang         | Taiwan                 | Juni 2017         | Eingetragene Partnerschaften                             | n/a          | n/a          | genehmigt     | genehmigt     | unterzeichnet   | Ja                |
| Landkreis Miaoli             | Taiwan                 | Juni 2017         | Eingetragene Partnerschaften                             | n/a          | n/a          | genehmigt     | genehmigt     | unterzeichnet   | Ja                |
| Landkreis Nantou             | Taiwan                 | Juni 2017         | Eingetragene Partnerschaften                             | n/a          | n/a          | genehmigt     | genehmigt     | unterzeichnet   | Ja                |
| Landkreis Pingtung           | Taiwan                 | Juni 2017         | Eingetragene Partnerschaften                             | n/a          | n/a          | genehmigt     | genehmigt     | unterzeichnet   | Ja                |
| Keelung                      | Taiwan                 | Juli 2017         | Eingetragene Partnerschaften                             | n/a          | n/a          | genehmigt     | genehmigt     | unterzeichnet   | Ja                |
| Tristan da Cunha             | Vereinigtes Königreich | August 2017       | Ehe                                                      | n/a          | n/a          | genehmigt     | genehmigt     | unterzeichnet   | Ja                |
| Nova Scotia                  | Kanada                 | Oktober 2017      | Ehe (Verfassungszusatz)                                  | n/a          | n/a          | genehmigt     | genehmigt     | unterzeichnet   | Ja                |
| Chiapas                      | Mexiko                 | November 2017     | Ehe (Verfassungszusatz)                                  | n/a          | n/a          | genehmigt     | genehmigt     | unterzeichnet   | Ja                |
| Alderney                     | Vereinigtes Königreich | Dezember 2017     | Ehe                                                      | n/a          | n/a          | 9             | 0             | unterzeichnet   | Ja                |
| Saint Helena                 | Vereinigtes Königreich | Dezember 2017     | Ehe                                                      | n/a          | n/a          | 9             | 2             | unterzeichnet   | Ja                |
| Bermuda                      | Vereinigtes Königreich | Februar 2018      | Häuslicher Partnerschaftsvertrag                         | 8            | 3            | 24            | 10            | unterzeichnet   | Ja                |
| Fukuoka                      | Japan                  | Februar 2018      | Partnerschaftszertifikat                                 | n/a          | n/a          | genehmigt     | genehmigt     | unterzeichnet   | Ja                |
| Jersey                       | Vereinigtes Königreich | September 2015    | Ehe (Prinzipielle Annahme)                               | n/a          | n/a          | 37            | 4             | nicht notwendig | Ja                |
| Jersey                       | Vereinigtes Königreich | Februar–Juli 2018 | Ehe (Gesetz)                                             | n/a          | n/a          | 42            | 1             | unterzeichnet   | Ja                |

## Bemühungen, gleichgeschlechtliche Partnerschaften und Ehen zu verbieten
Zahlreiche Staaten, unter anderem auch 31 Bundesstaaten der USA, wo dies in der Kompetenz der Bundesstaaten liegt, haben diverse Formen von gleichgeschlechtlichen Partnerschaften verboten. In einigen Ländern gilt ein Totalverbot, in anderen Ländern ist, teils durch Verankerung in der Verfassung, nur die gleichgeschlechtliche Ehe verboten. Dies geschah entweder indirekt durch Definition der Ehe als Verbindung zwischen Mann und Frau oder als direktes Verbot, wie in Honduras, Lettland und Uganda.
| Staat                        | Datum          | Gesetzeingabe zum Verbot [von]                               | Obere Kammer                    | Obere Kammer                    | Untere Kammer                   | Untere Kammer                   | Staatsoberhaupt                 | Verbot                             |
| Staat                        | Datum          | Gesetzeingabe zum Verbot [von]                               | Ja                              | Nein                            | Ja                              | Nein                            | Staatsoberhaupt                 | Verbot                             |
| ---------------------------- | -------------- | ------------------------------------------------------------ | ------------------------------- | ------------------------------- | ------------------------------- | ------------------------------- | ------------------------------- | ---------------------------------- |
| Jamaika                      | Juli 1962      | Gleichgeschlechtliche Ehe                                    | genehmigt                       | genehmigt                       | genehmigt                       | genehmigt                       | unterzeichnet                   | Ja                                 |
| Kuba                         | Februar 1976   | Gleichgeschlechtliche Ehe                                    | Verfassungsabstimmung (97,7 %)  | Verfassungsabstimmung (97,7 %)  | Verfassungsabstimmung (97,7 %)  | Verfassungsabstimmung (97,7 %)  | Verfassungsabstimmung (97,7 %)  | Ja                                 |
| Burkina Faso                 | Juni 1991      | Gleichgeschlechtliche Ehe                                    | Verfassungsabstimmung (92,83 %) | Verfassungsabstimmung (92,83 %) | Verfassungsabstimmung (92,83 %) | Verfassungsabstimmung (92,83 %) | Verfassungsabstimmung (92,83 %) | Ja                                 |
| Bulgarien                    | Juli 1991      | Gleichgeschlechtliche Ehe                                    | genehmigt                       | genehmigt                       | genehmigt                       | genehmigt                       | unterzeichnet                   | Ja                                 |
| Vietnam                      | April 1992     | Gleichgeschlechtliche Ehe                                    | n/a                             | n/a                             | genehmigt                       | genehmigt                       | unterzeichnet                   | Ja                                 |
| Paraguay                     | Juni 1992      | Alle Formen                                                  | genehmigt                       | genehmigt                       | genehmigt                       | genehmigt                       | unterzeichnet                   | Ja                                 |
| Litauen                      | Oktober 1992   | Gleichgeschlechtliche Ehe                                    | Verfassungsabstimmung (75 %)    | Verfassungsabstimmung (75 %)    | Verfassungsabstimmung (75 %)    | Verfassungsabstimmung (75 %)    | Verfassungsabstimmung (75 %)    | Ja                                 |
| Kambodscha                   | September 1993 | Gleichgeschlechtliche Ehe                                    | genehmigt                       | genehmigt                       | genehmigt                       | genehmigt                       | unterzeichnet                   | Ja                                 |
| Belarus                      | März 1994      | Gleichgeschlechtliche Ehe                                    | genehmigt                       | genehmigt                       | genehmigt                       | genehmigt                       | unterzeichnet                   | Ja                                 |
| Moldau                       | Juli 1994      | Gleichgeschlechtliche Ehe                                    | n/a                             | n/a                             | genehmigt                       | genehmigt                       | unterzeichnet                   | Ja                                 |
| Ukraine                      | Juni 1996      | Gleichgeschlechtliche Ehe                                    | n/a                             | n/a                             | genehmigt                       | genehmigt                       | unterzeichnet                   | Ja                                 |
| Polen                        | April 1997     | Gleichgeschlechtliche Ehe                                    | Verfassungsabstimmung (52,71 %) | Verfassungsabstimmung (52,71 %) | Verfassungsabstimmung (52,71 %) | Verfassungsabstimmung (52,71 %) | Verfassungsabstimmung (52,71 %) | Ja                                 |
| Venezuela                    | Dezember 1999  | Unregistrierte Partnerschaften                               | Verfassungsabstimmung (71,78 %) | Verfassungsabstimmung (71,78 %) | Verfassungsabstimmung (71,78 %) | Verfassungsabstimmung (71,78 %) | Verfassungsabstimmung (71,78 %) | Ja                                 |
| Ruanda                       | Mai 2003       | Gleichgeschlechtliche Ehe                                    | Verfassungsabstimmung (93,42 %) | Verfassungsabstimmung (93,42 %) | Verfassungsabstimmung (93,42 %) | Verfassungsabstimmung (93,42 %) | Verfassungsabstimmung (93,42 %) | Ja                                 |
| Vereinigte Staaten           | Juli 2004      | Gleichgeschlechtliche Ehe                                    | 48                              | 50                              | 227                             | 186                             | -                               | Nein                               |
| Burundi                      | Februar 2005   | Gleichgeschlechtliche Ehe                                    | Verfassungsabstimmung (92,02 %) | Verfassungsabstimmung (92,02 %) | Verfassungsabstimmung (92,02 %) | Verfassungsabstimmung (92,02 %) | Verfassungsabstimmung (92,02 %) | Ja                                 |
| Honduras                     | März 2005      | Gleichgeschlechtliche Ehe und unregistrierte Partnerschaften | n/a                             | n/a                             | 128                             | 0                               | unterzeichnet                   | Ja                                 |
| Uganda                       | September 2005 | Gleichgeschlechtliche Ehe                                    | n/a                             | n/a                             | 111                             | 17                              | unterzeichnet                   | Ja                                 |
| Lettland                     | Dezember 2005  | Gleichgeschlechtliche Ehe                                    | n/a                             | n/a                             | 65                              | 5                               | unterzeichnet                   | Ja                                 |
| DR Kongo                     | Dezember 2005  | Gleichgeschlechtliche Ehe                                    | Verfassungabstimmung (84,31 %)  | Verfassungabstimmung (84,31 %)  | Verfassungabstimmung (84,31 %)  | Verfassungabstimmung (84,31 %)  | Verfassungabstimmung (84,31 %)  | Ja                                 |
| Vereinigte Staaten           | Juli 2006      | Gleichgeschlechtliche Ehe                                    | 48                              | 49                              | 236                             | 187                             | -                               | Nein                               |
| Serbien                      | Oktober 2006   | Gleichgeschlechtliche Ehe                                    | Verfassungsabstimmung (53 %)    | Verfassungsabstimmung (53 %)    | Verfassungsabstimmung (53 %)    | Verfassungsabstimmung (53 %)    | Verfassungsabstimmung (53 %)    | Ja                                 |
| Montenegro                   | Oktober 2007   | Gleichgeschlechtliche Ehe                                    | n/a                             | n/a                             | genehmigt                       | genehmigt                       | unterzeichnet                   | Ja                                 |
| Ecuador                      | September 2008 | Gleichgeschlechtliche Ehe                                    | Verfassungsabstimmung (63,93 %) | Verfassungsabstimmung (63,93 %) | Verfassungsabstimmung (63,93 %) | Verfassungsabstimmung (63,93 %) | Verfassungsabstimmung (63,93 %) | Ja                                 |
| Palau                        | November 2008  | Gleichgeschlechtliche Ehe                                    | Verfassungsabstimmung (83,56 %) | Verfassungsabstimmung (83,56 %) | Verfassungsabstimmung (83,56 %) | Verfassungsabstimmung (83,56 %) | Verfassungsabstimmung (83,56 %) | Ja                                 |
| Bolivien                     | Januar 2009    | Alle Formen                                                  | Verfassungsabstimmung (61,43 %) | Verfassungsabstimmung (61,43 %) | Verfassungsabstimmung (61,43 %) | Verfassungsabstimmung (61,43 %) | Verfassungsabstimmung (61,43 %) | Ja                                 |
| Cayman Islands               | Juni 2009      | Gleichgeschlechtliche Ehe                                    | n/a                             | n/a                             | genehmigt                       | genehmigt                       | unterzeichnet                   | Ja                                 |
| El Salvador                  | September 2009 | Gleichgeschlechtliche Ehe                                    | n/a                             | n/a                             | gescheitert                     | gescheitert                     | -                               | Nein                               |
| Dominikanische Republik      | Januar 2010    | Alle Formen                                                  | genehmigt                       | genehmigt                       | genehmigt                       | genehmigt                       | unterzeichnet                   | Ja                                 |
| Kenia                        | August 2010    | Gleichgeschlechtliche Ehe                                    | Verfassungsabstimmung (66,9 %)  | Verfassungsabstimmung (66,9 %)  | Verfassungsabstimmung (66,9 %)  | Verfassungsabstimmung (66,9 %)  | Verfassungsabstimmung (66,9 %)  | Ja                                 |
| Sambia                       | März 2011      | Gleichgeschlechtliche Ehe                                    | n/a                             | n/a                             | gescheitert                     | gescheitert                     | -                               | Nein                               |
| Ungarn                       | April 2011     | Gleichgeschlechtliche Ehe                                    | n/a                             | n/a                             | 262                             | 44                              | unterzeichnet                   | Ja                                 |
| Chile                        | 2011           | Gleichgeschlechtliche Ehe                                    | n/a                             | n/a                             | gescheitert                     | gescheitert                     | -                               | Nein                               |
| Südsudan                     | Juli 2011      | Gleichgeschlechtliche Ehe                                    | genehmigt                       | genehmigt                       | genehmigt                       | genehmigt                       | unterzeichnet                   | Ja                                 |
| Liberia                      | Juni 2012      | Gleichgeschlechtliche Ehe                                    | genehmigt                       | genehmigt                       | gescheitert                     | gescheitert                     | -                               | Nein                               |
| Simbabwe                     | März 2013      | Gleichgeschlechtliche Ehe                                    | Verfassungsabstimmung (94,49%)  | Verfassungsabstimmung (94,49%)  | Verfassungsabstimmung (94,49%)  | Verfassungsabstimmung (94,49%)  | Verfassungsabstimmung (94,49%)  | Ja                                 |
| Nordmazedonien               | September 2013 | Gleichgeschlechtliche Ehe                                    | n/a                             | n/a                             | gescheitert                     | gescheitert                     | -                               | Nein                               |
| Kroatien                     | Dezember 2013  | Gleichgeschlechtliche Ehe                                    | Verfassungsabstimmung (65,87 %) | Verfassungsabstimmung (65,87 %) | Verfassungsabstimmung (65,87 %) | Verfassungsabstimmung (65,87 %) | Verfassungsabstimmung (65,87 %) | Ja                                 |
| Slowakei                     | Juni 2014      | Gleichgeschlechtliche Ehe                                    | genehmigt                       | genehmigt                       | genehmigt                       | genehmigt                       | unterzeichnet                   | Ja                                 |
| Nordmazedonien               | Januar 2015    | Gleichgeschlechtliche Ehe                                    | n/a                             | n/a                             | gescheitert                     | gescheitert                     | -                               | Nein                               |
| Slowakei                     | Februar 2015   | Gleichgeschlechtliche Ehe                                    | Verfassungsabstimmung (94,5 %)  | Verfassungsabstimmung (94,5 %)  | Verfassungsabstimmung (94,5 %)  | Verfassungsabstimmung (94,5 %)  | Verfassungsabstimmung (94,5 %)  | Nein, Mindestquorum nicht erreicht |
| Armenien                     | Dezember 2015  | Gleichgeschlechtliche Ehe                                    | Verfassungsabstimmung (63,37 %) | Verfassungsabstimmung (63,37 %) | Verfassungsabstimmung (63,37 %) | Verfassungsabstimmung (63,37 %) | Verfassungsabstimmung (63,37 %) | Ja                                 |
| Schweiz                      | Februar 2016   | Gleichgeschlechtliche Ehe                                    | Verfassungsabstimmung (49,16 %) | Verfassungsabstimmung (49,16 %) | Verfassungsabstimmung (49,16 %) | Verfassungsabstimmung (49,16 %) | Verfassungsabstimmung (49,16 %) | Nein                               |
| Zentralafrikanische Republik | März 2016      | Gleichgeschlechtliche Ehe                                    | Verfassungsabstimmung (93,00 %) | Verfassungsabstimmung (93,00 %) | Verfassungsabstimmung (93,00 %) | Verfassungsabstimmung (93,00 %) | unterzeichnet                   | Ja                                 |
| Kirgisistan                  | Dezember 2016  | Gleichgeschlechtliche Ehe                                    | Verfassungsabstimmung (79,59 %) | Verfassungsabstimmung (79,59 %) | Verfassungsabstimmung (79,59 %) | Verfassungsabstimmung (79,59 %) | Verfassungsabstimmung (79,59 %) | Ja                                 |
| Georgien                     | Oktober 2017   | Gleichgeschlechtliche Ehe                                    | n/a                             | n/a                             | 117                             | 2                               | Veto                            | Ja, Veto überstimmt                |
| Rumänien                     | Oktober 2018   | Gleichgeschlechtliche Ehe                                    | Verfassungsabstimmung (93,40 %) | Verfassungsabstimmung (93,40 %) | Verfassungsabstimmung (93,40 %) | Verfassungsabstimmung (93,40 %) | Verfassungsabstimmung (93,40 %) | Nein, Mindestquorum nicht erreicht |
| Russland                     | Juli 2020      | Gleichgeschlechtliche Ehe                                    | Verfassungsabstimmung           | Verfassungsabstimmung           | Verfassungsabstimmung           | Verfassungsabstimmung           | unterzeichnet                   | Ja                                 |

## Gerichtliche Beschlüsse zur Erstellung gleichgeschlechtlicher Partnerschaften oder zur rechtlichen Ausweitung von gleichgeschlechtlichen Partnerschaften
| Staat                          | Jahr          | Beschreibung | Resultat |
| ------------------------------ | ------------- | --- | -------- |
| Israel                         | 1994          | Ein israelischer Gerichtshof beschloss, dass gleichgeschlechtlichen Paaren dieselben Rechte wie heterosexuelle Paare eingeräumt werden müssten. | Ja       |
| Israel                         | 1995          | Ein israelischer Gerichtshof beschloss, dass gleichgeschlechtlichen Paaren weitere Rechte übertragen werden müssen. | Ja       |
| Israel                         | 1996          | Ein israelischer Gerichtshof beschloss, dass gleichgeschlechtlichen Paaren noch weitere Rechte übertragen werden müssen. | Ja       |
| Kanada                         | 1999          | Das oberste Bundesgericht von Kanada ordnete an, dass zusammenlebende gleichgeschlechtliche Paare dieselben Rechte wie unverheiratete zusammenlebende heterosexuelle Paare zugesprochen werden müssen. | Ja       |
| Israel                         | 2000          | Ein israelischer Gerichtshof schrieb vor, dass gleichgeschlechtlichen Paaren Pensionsrechte transferiert werden müssen. | Ja       |
| Israel                         | 2001          | Unregistrierte Partnerschaften müssen erweitert werden; somit wird gleichgeschlechtlichen Paaren das Adoptionsrecht für das Kind des Partners eingeräumt. | Ja       |
| Venezuela                      | 2003          | Das oberste Gerichtshof beschloss, dass die Regierung nicht gezwungen sei, homosexuellen Paaren wirtschaftliche Leistungen zuzuführen. | Nein     |
| Österreich                     | 2003          | Der Europäische Gerichtshof für Menschenrechte ordnete an, dass unregistrierte Partnerschaften für gleichgeschlechtliche und heterosexuelle Paare erstellt werden müssen. | Ja       |
| Südkorea                       | 2004          | Die Demokratische Partei von Südkorea bestritt die Entscheidung der Regierung, homosexuellen Paaren keine Eherechte zu gewähren, vor Gericht. | Nein     |
| Israel                         | Januar 2005   | Der oberste Gerichtshof beschloss, dass das gemeinsame Adoptionsrecht in unregistrierten Partnerschaften eingebunden werden soll. | Ja       |
| Südafrika                      | Dezember 2005 | Im Dezember 2005 beschloss das südafrikanische Verfassungsgericht, dass es verfassungswidrig sei, homosexuellen Paaren keine Ehelizenzen auszugeben. | Ja       |
| Costa Rica                     | Mai 2006      | Der Oberste Gerichtshof von Costa Rica verfügte 5:2, dass die Begrenzung der Ehe nur auf heterosexuelle Paare nicht verfassungswidrig sei. | Nein     |
| Vereinigtes Königreich         | Juli 2006     | Der Oberste Gerichtshof beschloss, dass es nicht diskriminierend sei, die im Ausland geschlossenen Ehen als civil partnerships anzuerkennen. | Nein     |
| Israel                         | November 2006 | Der oberste Gerichtshof ordnete an, dass der Staat ausländische Ehelizenzen anerkennen muss, inklusive gleichgeschlechtliche Ehen. | Ja       |
| Kolumbien                      | Februar 2007  | Ein kolumbianisches Gericht beschloss, dass homosexuellen Paaren einige ehelichen Rechte eingeräumt werden müssen. | Ja       |
| Aruba Niederländische Antillen | April 2007    | Das oberste Gerichtshof der Niederlande ordnete an, dass Aruba und die Niederländischen Antillen alle niederländischen Ehen anerkennen müssen, auch gleichgeschlechtliche Ehen. | Ja       |
| Nepal                          | November 2008 | Der oberste Gerichtshof Nepals entschied, dass in der demnächst beschlossenen Verfassung eine geschlechtsneutrale Ehe eingeführt werden soll. Gegenwärtig prüft ein siebenköpfiges Komitee gleichgeschlechtliche Ehegesetze anderer Länder und wird später der Regierung ein Gesetz zum Thema vorstellen. | Ja       |
| Kolumbien                      | Januar 2009   | Zwei Jahre später verfügte das Verfassungsgericht, dass Rechte für gleichgeschlechtliche Paare eingeräumt werden müssen, um homosexuelle Paare mit heterosexuellen Paaren gleichzustellen. | Ja       |
| Slowenien                      | Juli 2009     | Das Verfassungsgericht beschloss, dass das Gesetz, das gleichgeschlechtliche Paare in registrierten Partnerschaften von Pensionsrechten ausschließt, diskriminierend sei. Es fügte hinzu, dass es der Regierung sechs Monate Zeit gibt, den Beschluss in geltendes Recht umzusetzen. | Ja       |
| Portugal                       | Juli 2009     | Der portugiesische Verfassungsgerichtshof entschied, dass das Verbot von gleichgeschlechtlichen Ehen nicht gegen die Verfassung verstoße. | Nein     |
| Russland                       | Oktober 2009  | Zwei Lesben, die vor kurzer Zeit in Kanada geheiratet haben news.google.com, gingen vor Gericht, um ihre Ehe in Russland anerkennen zu lassen. Ein russisches Gericht entschied, dass die Frauen nicht das Recht hätten, heiraten zu können. | Nein     |
| Polen                          | März 2010     | Der Europäische Gerichtshof für Menschenrechte entschied, dass Homosexuelle das Recht haben, die Erbschaft ihres Partners anzutreten. | Ja       |
| Italien                        | April 2010    | Die Verfassungsmäßigkeit der Praxis, homosexuellen Paaren Ehelizenzen zu verweigern, wurde vom italienischen Verfassungsgericht geprüft, jedoch entschied sich der Gerichtshof für eine Erhaltung des Eheverbotes. | Nein     |
| Österreich                     | Juni 2010     | Der Europäische Gerichtshof für Menschenrechte beschloss, dass der Staat Österreich nicht verpflichtet sei, die Ehe für gleichgeschlechtliche Paare zu öffnen. | Nein     |
| Mexiko                         | August 2010   | Nachdem der mexikanische Verfassungsgerichtshof beschloss, dass das Gesetz zur gleichgeschlechtlichen Ehe nicht verfassungswidrig ist, entschied er, dass in allen mexikanischen Bundesstaaten die Ehen, die in Mexiko-Stadt geschlossen werden, anerkannt werden müssen. | Ja       |
| Deutschland                    | August 2010   | Das Bundesverfassungsgericht entscheidet, dass eingetragene Lebenspartner bei der Erbschaftsteuer genauso behandelt werden müssen wie (heterosexuelle) Ehepaare. Der deutsche Bundestag hatte bis 2011 Zeit, das Gesetz zu ändern. | Ja       |
| Frankreich                     | Februar 2011  | Das französische Kassationsgericht leitete die Frage, ob das Verbot von gleichgeschlechtlichen Ehen verfassungswidrig sei, an das Verfassungsgericht weiter, welches beschloss, dass es nicht gegen die Verfassung verstoße. | Nein     |
| Brasilien                      | Mai 2011      | Die Verfassungsmäßigkeit der Ehegesetze, die exklusiv nur für heterosexuellen Paaren geschafft sind, und das Fehlen von registrierten Partnerschaften wurden vom obersten Gerichtshof untersucht. Am 5. Mai 2011 entschied es, dass der Staat eingetragene Partnerschaften anerkennen muss. | Ja       |
| Kolumbien                      | Juli 2011     | Der Oberste Gerichtshof von Kolumbien entschied 2011, dass der kolumbianische Kongress bis spätestens 20. Juni 2013 ein Gesetz zur vollständigen Gleichstellung der bislang mit weniger Rechten ausgestatteten gleichgeschlechtlichen Partnerschaften mit der heterosexuellen Ehe zu verabschieden hat. Da der Kongress dieser Pflicht bis zum Ende der Frist nicht nachkam, erhielten gleichgeschlechtliche Paare zum 20. Juni 2013 automatisch das Recht auf Eintragung von Partnerschaften mit ehegleichen Rechten. Der genaue Rechtsstatus dieser Partnerschaften bleibt aber weiterhin umstritten. | Ja       |
| Chile                          | Dezember 2011 | Das Verfassungsgericht wurde von einem niedrigeren Gerichtshof gefragt, ob der Artikel 102 des Zivilgesetzbuches verfassungswidrig sei. | Nein     |
| Österreich                     | Februar 2013  | Im Februar 2013 erklärte der Europäische Gerichtshof für Menschenrechte, dass Österreich gleichgeschlechtlichen Paaren, die in einer eingetragenen Partnerschaft leben, die Möglichkeit einer Stiefkindadoption ermöglichen muss. | Ja       |
| Australien                     | Februar 2013  | Der oberste Gerichtshof stellte fest, dass das nationale Verbot von gleichgeschlechtlichen Ehen keine geschlechtsspezifische Diskriminierung sei. | Nein     |
| Vereinigte Staaten             | Juni 2013     | Fünf Gerichtsverfahren sind gegenwärtig in den USA im Gange. Die meisten fechten das Defense of Marriage Act an, welches von Bundesstaaten, dessen gleichgeschlechtliche Ehen dadurch auf Bundesebene nicht anerkannt werden, oder Verfassungsänderungen wie Proposition 8, das von Privatpersonen eingereicht wurde. | Ja       |
| Kolumbien                      | Juli 2013     | Ein Zivilgericht in Bogotá entschied, dass ein gleichgeschlechtliches Paar das Recht hat zu heiraten. | Ja       |
| Griechenland                   | November 2013 | Vier homosexuelle Paare haben beim Europäischen Gerichtshof für Menschenrechte gegen das Lebenspartnerschaftsgesetz geklagt, das nur Heterosexuellen offensteht. Der Europäische Gerichtshof für Menschenrechte entschied, der Staat Griechenland sei verpflichtet eingetragene Partnerschaften auch für gleichgeschlechtliche Paare zu öffnen. Hier argumentierte das Gericht, dass Homo-Paare genau wie Hetero-Paare stabile Beziehungen aufbauen könnten und daher durch den Ausschluss aus der Institution diskriminiert worden seien. Damit sei auch das Familienleben der Paare behindert worden, was ebenfalls einen Verstoß gegen die Menschenrechtskonvention darstelle. In diesem Fall erhielten die insgesamt acht Kläger je 5.000 Euro Schmerzensgeld. | Ja       |
| Zypern                         | 2014          | Ein zyprisches Paar klagt die Republik Zypern beim Europäischen Gerichtshof für Menschenrechte an, da sie ihnen eine Ehelizenz verweigert. |          |
| Vereinigte Staaten             | Juni 2015     | Der Supreme Court entschied am 26. Juni 2015, dass aus der US-Verfassung das Recht gleichgeschlechtlicher Paare auf die Eingehung einer Ehe abgeleitet werden kann. Somit müssen gleichgeschlechtliche Ehen, die im Bundesgebiet und im Ausland geschlossen werden, von allen Bundesstaaten durchgeführt und anerkannt werden. | Ja       |
| Österreich                     | Dezember 2017 | Am 4. Dezember 2017 hob das Verfassungsgericht das Verbot der gleichgeschlechtlichen Ehe als verfassungswidrig auf. Die gleichgeschlechtliche Ehe wird am 1. Januar 2019 legalisiert, es sei denn, das Parlament ändert das Gesetz früher. | Ja       |
| Costa Rica                     | 2020          | Infolge des Grundsatzurteiles des Interamerican Court wurde im Mai 2020 die gleichgeschlechtliche Ehe in Costa Rica erlaubt. | Ja       |
| Slowenien                      | 2022          | Infolge des Grundsatzurteiles des Verfassungsgerichtes von Slowenien wurde im Juli 2022 die gleichgeschlechtliche Ehe in Slowenien erlaubt. | Ja       |